# Histoire de l'entreprise Renault

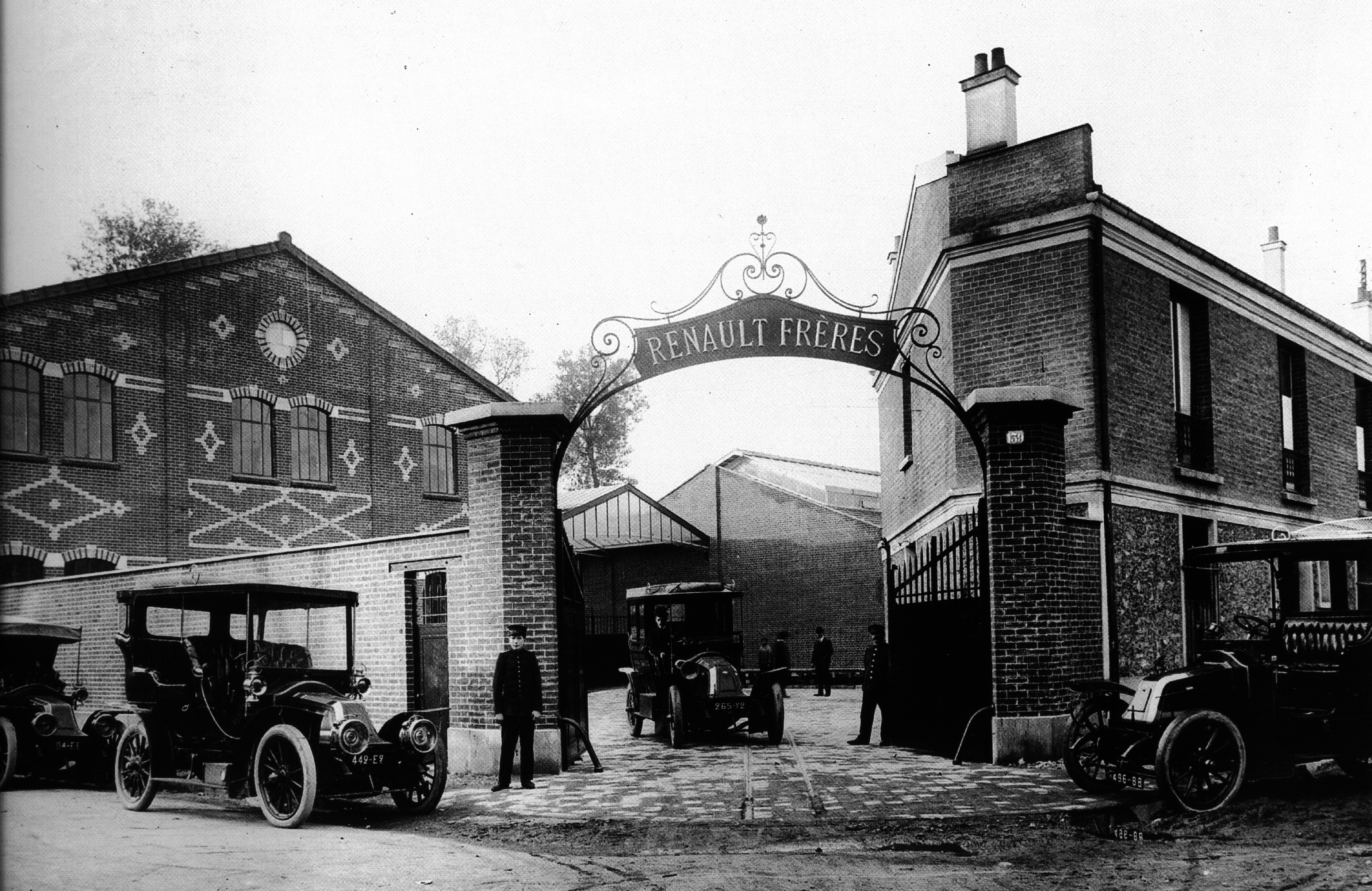
Entrée de l'usine Renault Frères, rue du Cours (actuelle avenue Émile-Zola) à Boulogne-Billancourt au début du XX.

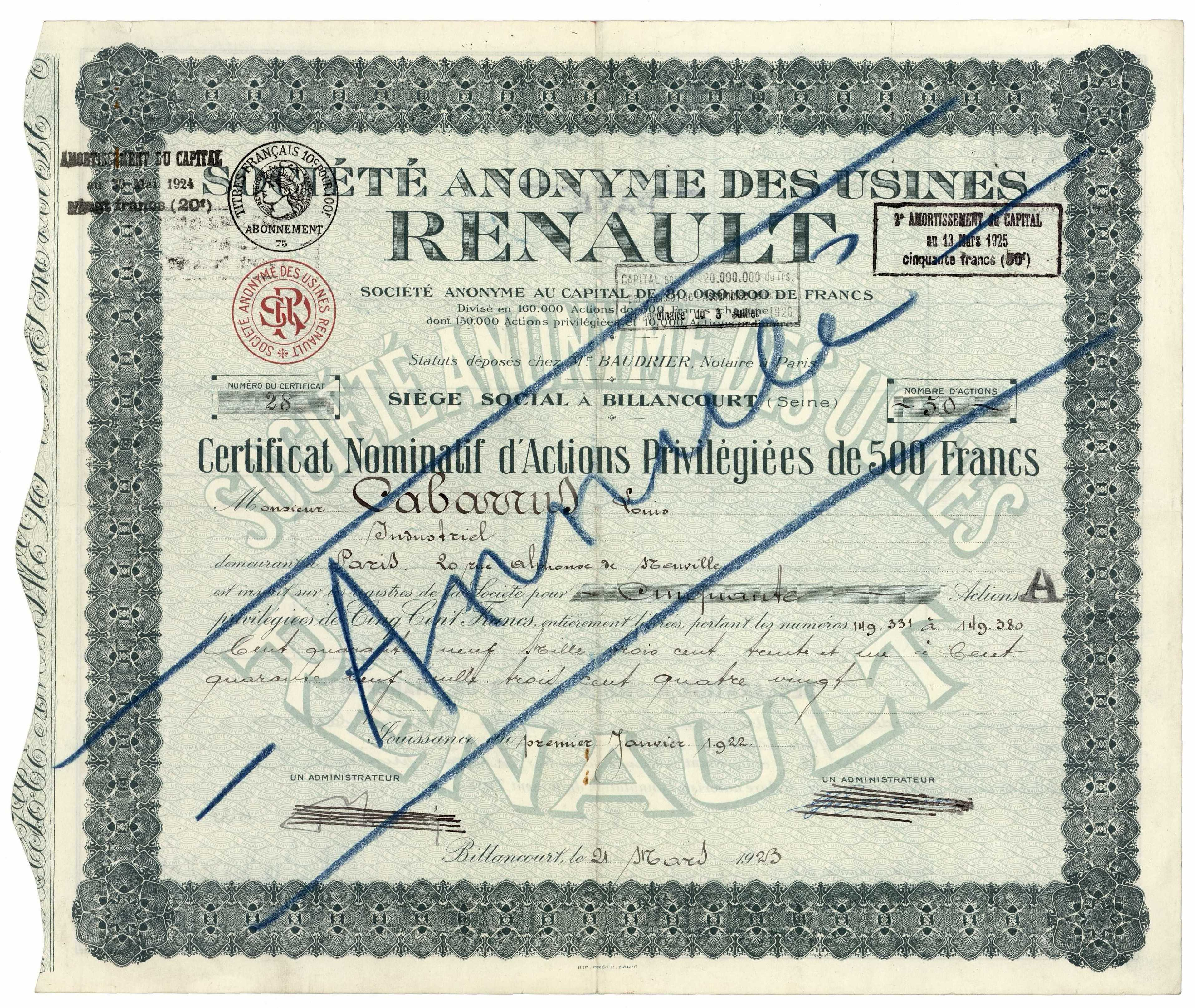
Action de la Société Anonyme des Usines Renault en date du 21 mars 1923.

Créée en 1898, l'entreprise Renault est un constructeur automobile français dont l'histoire est indissociable de celle de la France du XXe siècle, de la Seconde industrialisation et de la fabrication en grandes séries. L'entreprise participe aux deux conflits mondiaux, subit la crise des années 1930, connait une nationalisation en 1945 pour avoir collaboré avec l'occupant allemand, puis une privatisation dans les années 1990. Elle est également le théâtre de mouvements sociaux marquants : grèves du chronométrage en 1912-1913, occupations d'usines durant le Front populaire en 1936, mouvements sociaux de 1968, etc. Elle est également marquée par des avancées sociales majeures (3e et 4e semaine de congés payés en 1955 et 1962).
L'histoire de Renault commence par la création d'une entreprise familiale appelée « Renault frères ». Elle deviendra la Société des Automobiles Renault à partir de 1908 des suites du rachat par Louis Renault des parts de ses deux frères, Marcel puis Fernand. En 1922, Louis Renault transforme son affaire personnelle en Société Anonyme des Usines Renault dont le capital est détenu à 81 % par Louis Renault.
En 1944, les usines sont réquisitionnées par le Gouvernement provisoire de la République française et début 1945, est créée la Régie Nationale des Usines Renault (RNUR) par ordonnance de nationalisation.
La privatisation de Renault sera abordée à plusieurs reprises. En 1990, la RNUR devient une société par actions simplifiée : la Régie Nationale des Usines Renault - Société par actions simplifiée, permettant par la même occasion à Volvo d'acquérir 20 % du capital de l'entreprise. La parution du décret de privatisation de l'entreprise au Journal officiel ne se fait qu'en juillet 1996.
Les activités de l'entreprise sont très diversifiées, notamment pendant la période de 1898 à 1939 : automobile, armement (Première Guerre mondiale), matériel militaire, avions, matériel ferroviaire, matériel agricole, véhicules industriels. À partir de la Libération, son activité s'est progressivement concentrée sur l'automobile, avec notamment la revente des activités Véhicules Industriels en 2000 à Volvo et Matériel Agricole en 2004 à Claas.
Le groupe Renault a maintes fois dû s'adapter au cours de l'histoire et est devenu au fil du temps un groupe multinational. Certaines des automobiles Renault sont devenues des légendes mais d'autres modèles ont vu leurs productions stoppées peu après leur commercialisation.
L'association loi de 1901 Renault Histoire (anciennement Société d'Histoire du Groupe Renault) gérait un Expo - Musée, créé en 1988, et qui retraçait les différents aspects de l'histoire de l'entreprise. Cet Expo-Musée a été fermé en novembre 2016.

## Entreprise

### Les débuts (1898-1908): Renault Frères

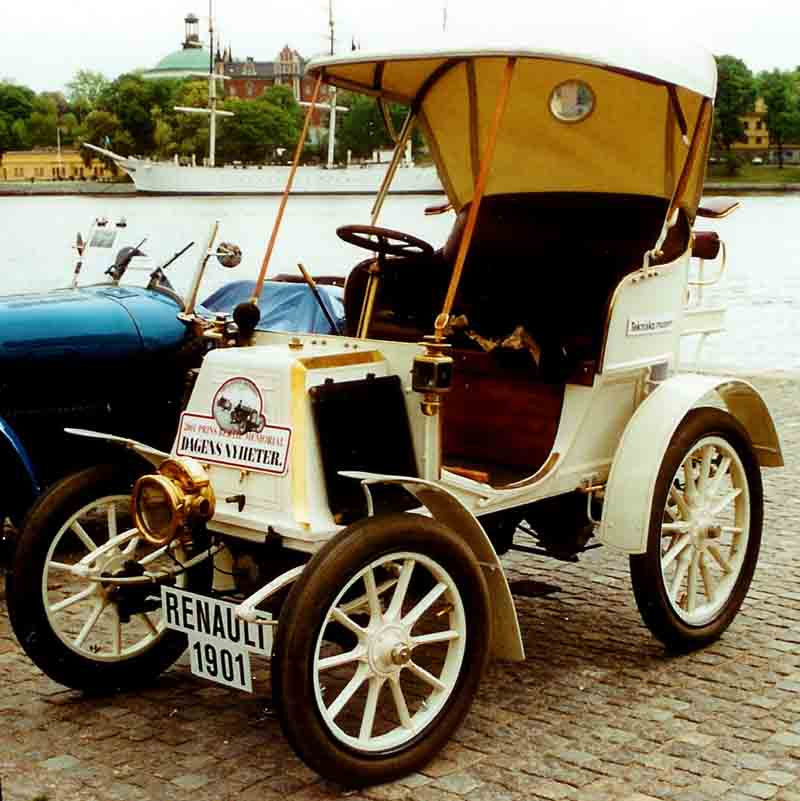
Voiturette Renault Type D Série B de 1901.

Le premier modèle de la marque Renault fut fabriqué en 1898 à partir d'un tricycle De Dion-Bouton transformé en « voiturette » à quatre roues et équipé de la boîte de vitesses à prise directe (boîte de vitesses dont la troisième était en prise directe) brevetée par Louis Renault le 9 février 1899. La société Renault Frères, dont la fondation remonte au 1er octobre 1898, fut officiellement créée le 25 février 1899 par les deux frères Marcel et Fernand Renault, au 10, rue du Cours à Boulogne-Billancourt (actuelle « avenue Émile-Zola ») en apportant chacun la moitié d'un capital de 60 000 francs-or. Louis est chargé du développement et de la production alors que ses frères se chargent de l’administration. Les voitures acquièrent rapidement une réputation pour leurs innovations. Renault introduit très rapidement la berline et dépose un brevet en 1902 sur le principe de suralimentation par ventilateur ou compresseur, appelé plus tard turbocompresseur.
Considérées comme un produit de luxe, les premières automobiles, y compris celles de la marque Renault, sont vendues à de riches particuliers. Devant ce marché limité, Renault se diversifie dans la production de taxis avec la première commande, en 1905, de 250 taxis « autoplace » (type AG) par la Compagnie française des automobiles de place et de camions avant la Première Guerre mondiale.
Les frères Renault reconnaissent très tôt la publicité que la société pouvait tirer de la participation aux courses automobiles et engagèrent leurs véhicules dans des courses sur route. Les succès de Louis et Marcel, qui conduisent eux-mêmes leurs automobiles, amènent une rapide expansion de la compagnie. Marcel et son coéquipier René Vauthier gagnent la course Paris-Vienne en 1902. Marcel sera tué en 1903 dans la course Paris-Madrid. Louis se retire alors de la compétition et la marque ne sera plus représentée lors des courses que par des coureurs professionnels. En 1906, pour raison de santé, son frère Fernand se retire de la compagnie. La même année, la Renault AK de 90 CV participe au premier Grand Prix. En 1908, Louis devient le seul actionnaire de la société.

### Les automobiles Renault et la Première Guerre mondiale (1908-1922)

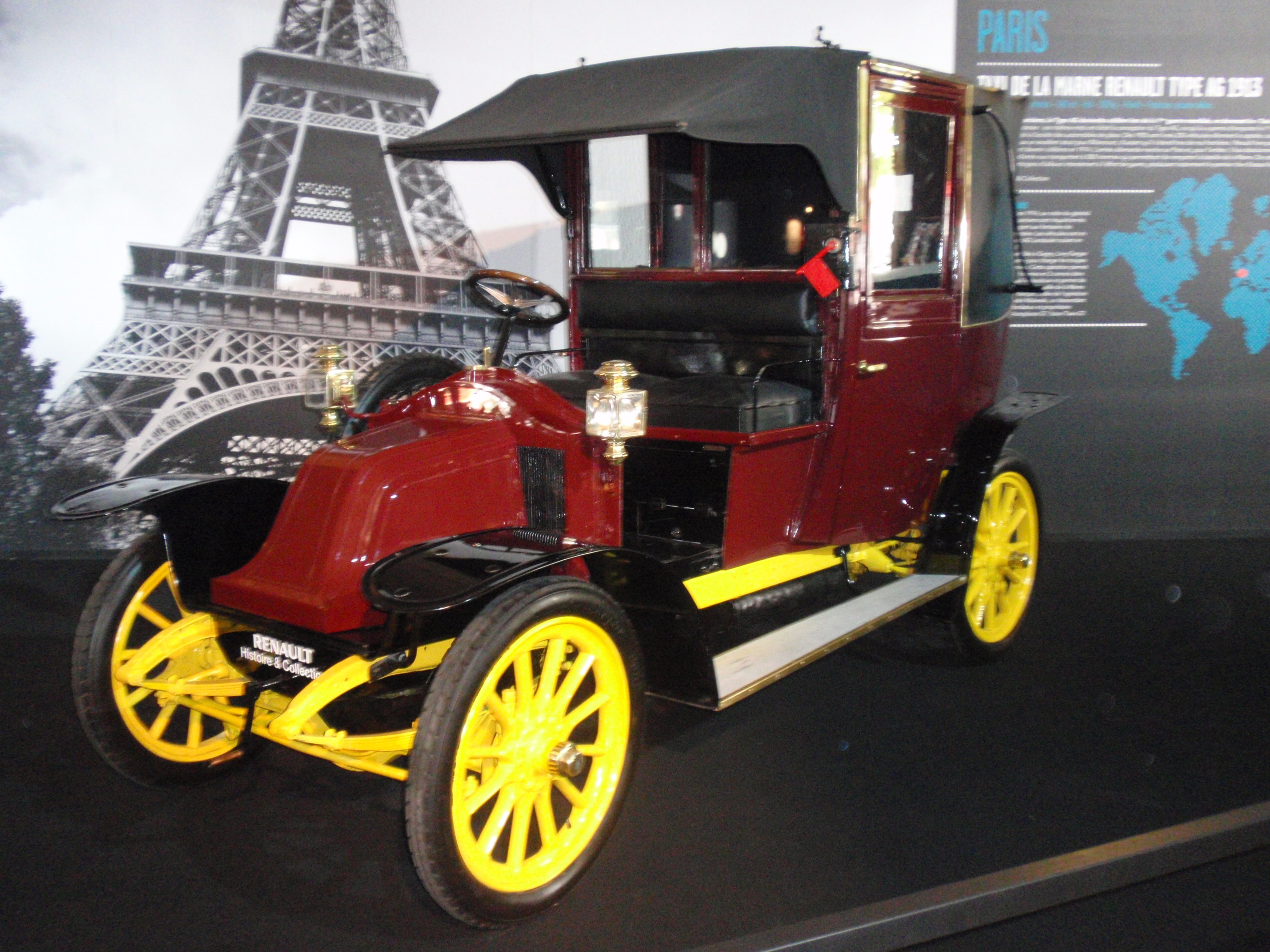
Taxi de la Marne Renault Type AG 1913

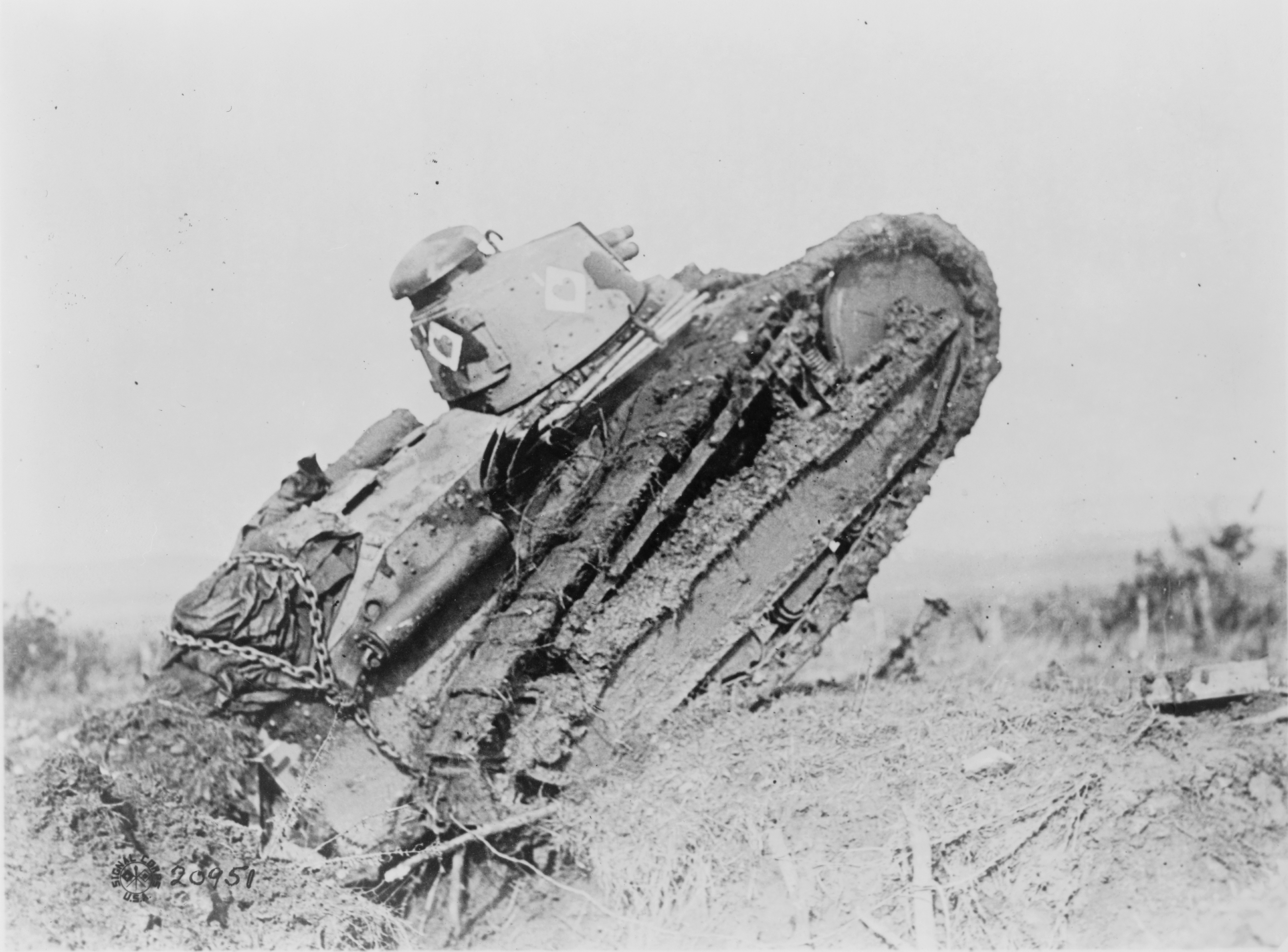
Renault FT.

Renault est l'une des premières usines en France à expérimenter l'organisation scientifique du travail dès 1909 avec la rénovation de l'outillage et le chronométrage du temps de travail. Cette dernière mesure mise en œuvre, sera à l'origine de mouvements de grèves qui commenceront fin 1912 et se poursuivront en 19138,, Renault refusant de plier et les grévistes aussi, lorsque apparait l'expression "Désespérer Billancourt".
En 1914, lorsque la guerre éclate, Louis Renault est maintenu à la tête de l'entreprise malgré la mobilisation,. La compagnie se lance dans la production de munitions et d’avions militaires avec Caudron à qui il fournit des moteurs. Les taxis de la Marne qui transportèrent au front la garnison de Paris en septembre 1914 étaient majoritairement d'origine Renault. Plus tard, Renault se lance dans les chars légers avec son Renault FT qui définit le type même du char de combat moderne.
Afin de répondre à cette hausse de la production, Renault met en place dès 1917 le travail à la chaine. Ce système consiste notamment à poster les ouvriers et ouvrières le long d’un convoyeur afin qu’il réalise une tâche, toujours la même, amenant à leurs spécialisations. La mise en place de ces nouvelles conditions de travail reçoit un accueil mitigé et suscite des critiques dans le milieu ouvrier qui seront à l'origine des conflits des années 1920-1930,.
En 1918, Renault est devenu le premier industriel privé de France et il fut honoré par les Alliés pour sa contribution à l’effort de guerre. Les bénéfices de guerre, estimés à environ 92 millions de francs, sont importants mais taxés à un taux élevés : entre 20 et 50 %. Louis Renault s'oppose dès 1918 aux sommes à verser à l'État au titre des bénéfices de guerre,.
En 1922, l'entreprise s'ouvre à l'actionnariat qui résulte en la création de la Société Anonyme des Usines Renault (SAUR) dont le conseil d'administration sera présidé par Louis Renault.

### Entre-deux-guerres (1922-1938)

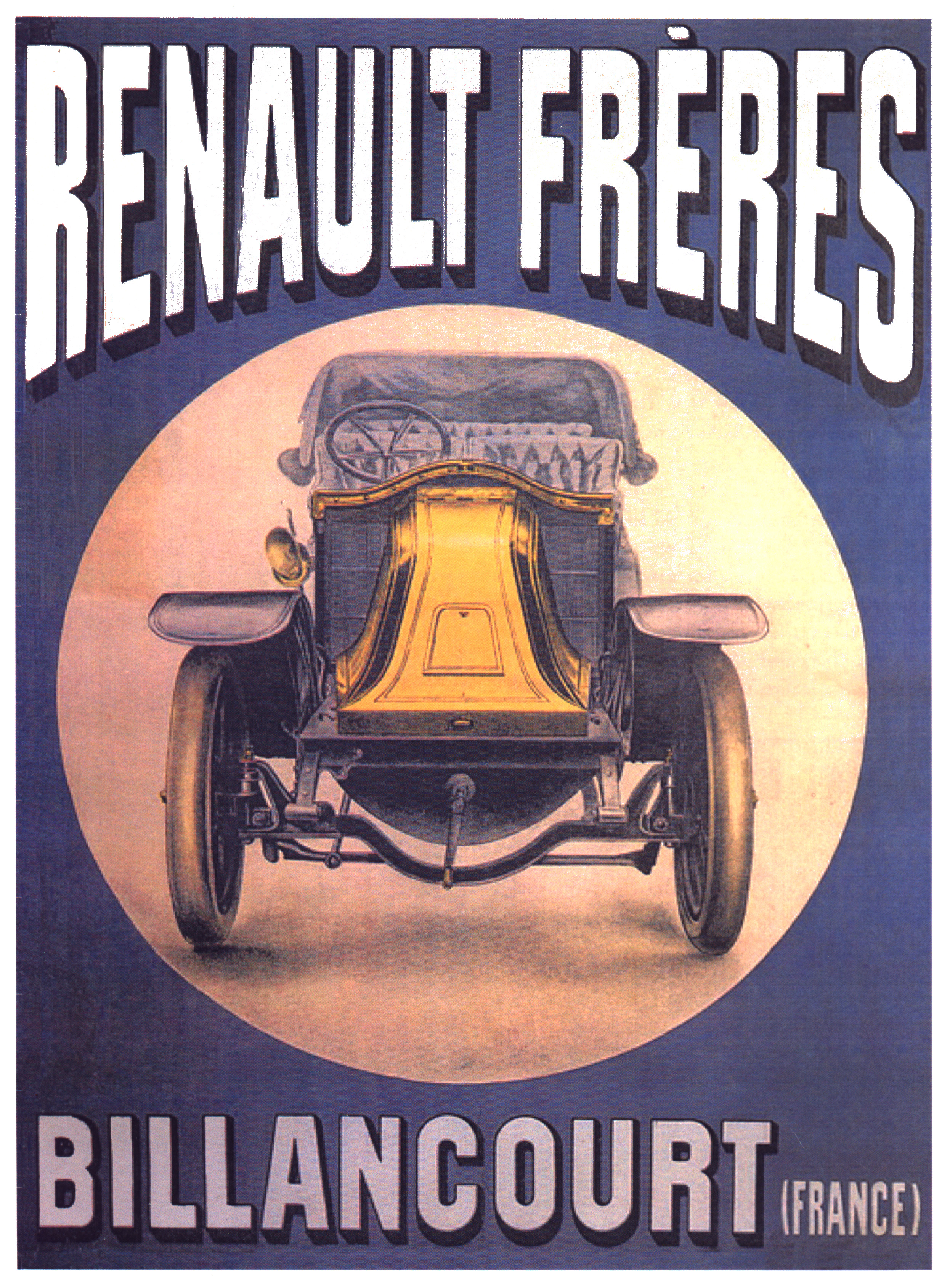
Publicité voitures Renault Frères.

Louis Renault diversifie encore son activité au sortir de la guerre en se lançant dans la machinerie agricole et industrielle. Pendant les années 1920 et 1930, la concurrence avec Citroën est particulièrement intense. Renault doit donc sortir ses propres véhicules au moment où il rencontre des problèmes avec le marché financier et ses employés. Renault doit également former un réseau de distribution et en 1920, la compagnie s’associe avec Gustave Gueudet, un entrepreneur du Nord de la France, pour fonder les premiers concessionnaires.
Les modèles de Renault vont désormais des petites automobiles aux poids-lourds. Le capot de tous ces véhicules ont une forme caractéristique due au positionnement du radiateur derrière le moteur qui continuera jusqu’en 1929 alors que le radiateur sera déplacé à l’avant d'abord sur les Renault Vivasix et Monasix. L’emblème Renault est d’abord de forme circulaire mais devient le losange actuel en 1925. Les nouveaux modèles sont introduits au Salon de l’automobile de Paris en septembre ou octobre mais surtout produit l’année suivante et c’est ce qui sera le début de la confusion dans la détermination de l’année des modèles automobiles.
En 1928, Renault produit 45 809 automobiles de sept châssis différents, qui vont d’une 6 CV à une 40 CV, sur lesquels on peut monter huit carrosseries de base et de plus importantes pouvaient être commandées par des carrossiers indépendants. Les modèles les plus populaires étaient les cabriolets décapotables de plus petites cylindrées. Les plus chers dans chaque cylindrée étaient les berlines.
L'usine de l'île Séguin, Boulogne-Billancourt, ouvre en 1929. Plusieurs pistes d'essais dont une piste souterraine, un pont d'embarquement permettant le transport des véhicules par voie fluviale ainsi qu'une centrale électrique permettant d'alimenter l'usine en énergie sont également construite sur l'île.
Renault ne se limite pas à la France et vend dans plusieurs pays. Le marché anglais est particulièrement intéressant car il dispose d'une clientèle aisée et ouvre la porte aux colonies de ce pays. Un grand nombre de véhicules modifiés avec des suspensions surélevées, de plus puissants systèmes de refroidissement et des carrosseries spéciales prennent le bateau vers les quatre coins de l’Empire britannique. Le marché américain, important avant la Première Guerre mondiale, est presque nul en 1928 : les voitures européennes de luxe comme les Renault 40CV Grand Luxe y sont concurrencées par les automobiles américaines, comme les Cadillac, à meilleur prix.

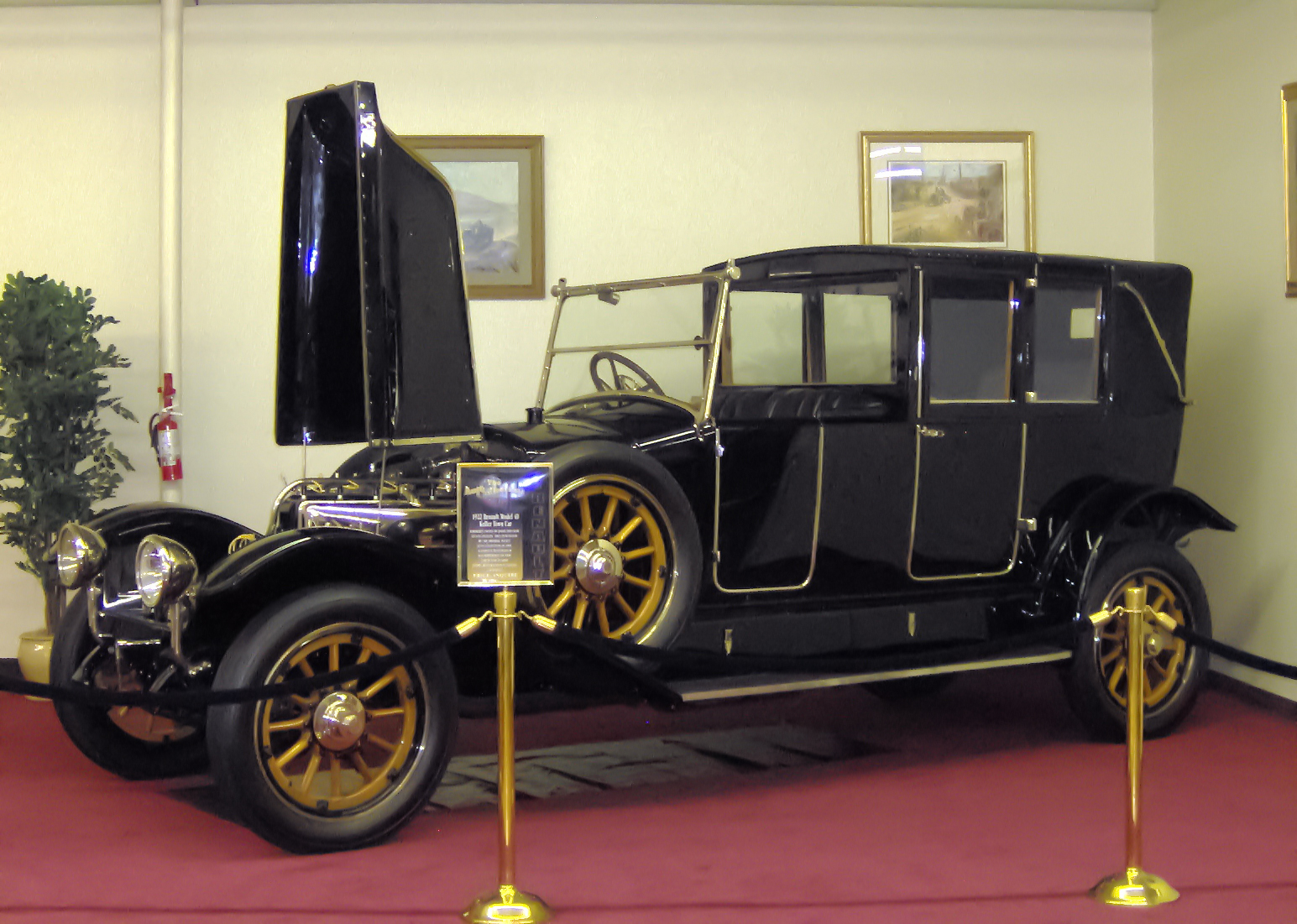
Renault 40 CV 1922 carrossé par Kellner

De cette période, les Grand Luxe se distinguent avec leur empattement de 3,68 mètres et de six à huit cylindres pouvant leur faire atteindre 150 km/h. La suspension est améliorée pour permettre ces vitesses et on utilise l’aluminium dans le moteur, les freins, la transmission, et plusieurs parties de la carrosserie. Les Grand Luxe (à partir de 1923 sont considérées comme des classiques et leurs carrosseries sont signées par des ateliers célèbres dont Kellner, Labourdette et J. Rothschild et Fils. La société Renault est sous contrat avec l'aviatrice Hélène Boucher pour promouvoir sa voiture Viva Grand Sport. Malheureusement peu furent produites et la demande d’aluminium pour la Seconde Guerre mondiale en envoya la plupart à la casse.

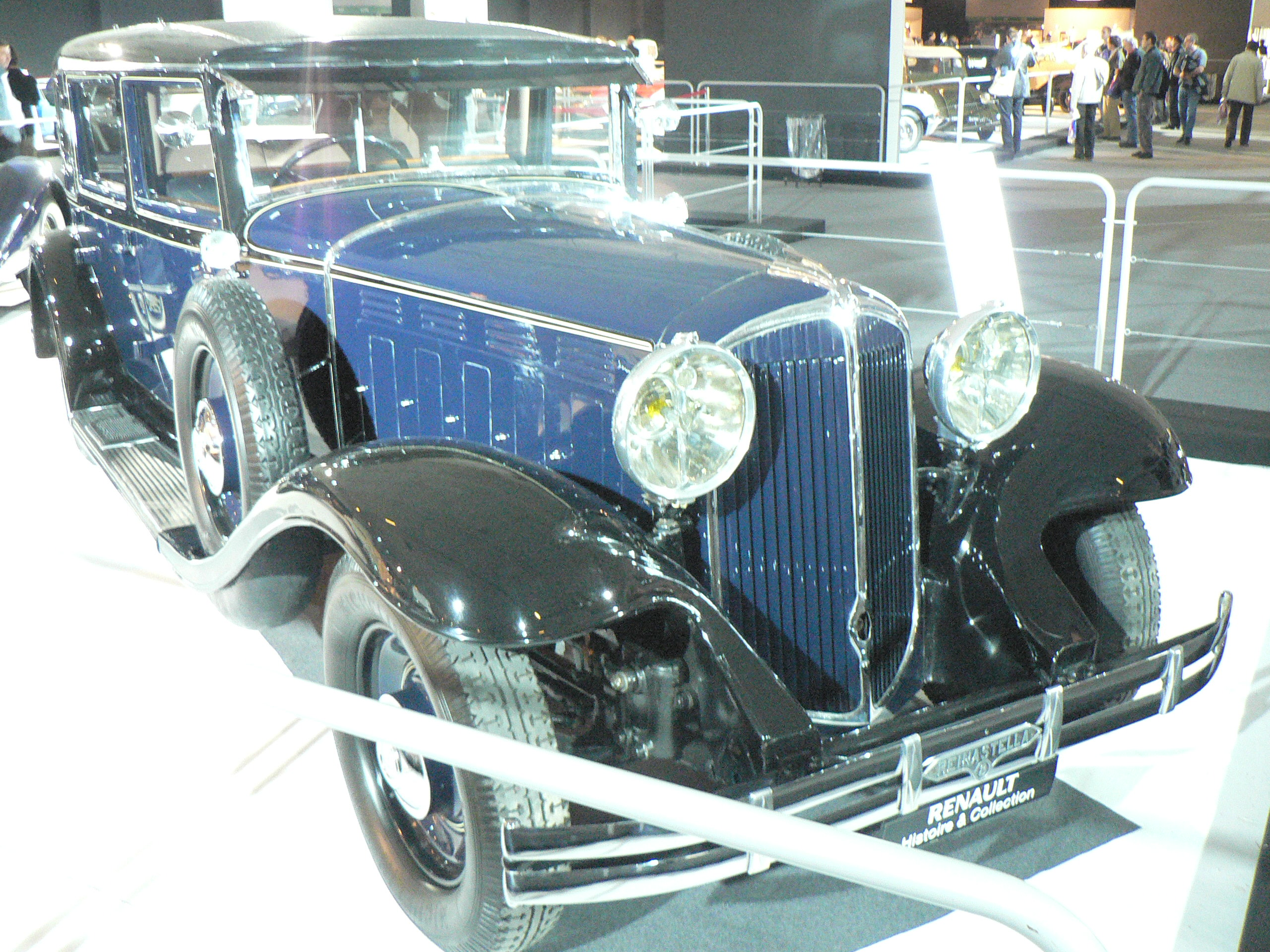
Reinastella.

Les modèles de ces Grand Luxe sont abord identifiés par deux lettres : NM, PI et PZ. Le suffixe stella fut introduit en 1928 pour ces reines de la route et s’accompagnait d’une étoile au-dessus de l’emblème Renault sur le capot. Ce fut un excellent coup de marketing qui différencia Renault et en 1930, tous les nouveaux modèles de Grand Renault : Reinastella, Suprastella, etc.
Durant les années 1930, la crise a un impact important sur l'industrie automobile. La production chute, de nombreuses usines ferment et les licenciements se poursuivent pour de nombreux groupes. Les élections de 1936 voient la victoire du Front populaire et des mouvements sociaux éclatent un peu partout en France. Le 28 mai, les premières grèves débutent au sein des usines Renault à Billancourt. Des accords sont rapidement trouvés menant à une reprise des activités le 2 juin. Cependant, le 4 juin, les mouvements reprennent : et Renault voit ses premières fermetures d'usines pour congés payés. La reprise du travail se fait le 13 juin 1936.

### Seconde Guerre mondiale (1939-1944)

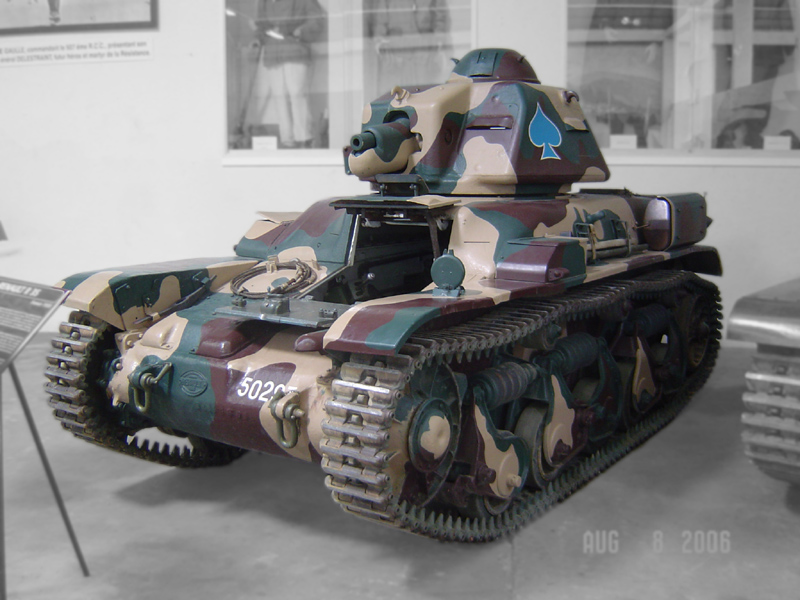
Char Renault R35 au musée des blindés de Saumur

En septembre 1939, la France déclare la guerre et commence alors la Drôle de guerre jusque mai 1940. L'entreprise Renault est alors mobilisée pour l'effort de guerre par le gouvernement français contre l'Allemagne. Les productions automobiles sont perturbées. Seules les Juvaquatre, les Novaquatre et Primaquatre ainsi que les utilitaires continuent d'être fabriqués.
Les livraisons de véhicules militaires fournies par la Société Renault à l’armée française sont considérées comme notoirement insuffisantes. Louis Renault mettant de la mauvaise volonté à accélérer les productions de guerre, Raoul Dautry, alors ministre de l'Armement nomme un contrôleur des usines, Charles Rochette, à Billancourt. François Lehideux passe alors sous ses ordres,.
Après la débâcle de mai-juin 1940, la France est sous occupation nazie et les usines Renault sont mises au service du gouvernement de compromis imposé par l'occupant allemand.
Dès le 1er septembre 1940, les usines Renault sont saisies par les autorités allemandes et le prince von Urach est placé à leur tête. En 1941, les autorités allemandes interdisent la fabrication de véhicules particuliers et seules les productions de camions sont autorisées.
Cependant, un projet nommé « 106 » est discrètement en préparation : ce sera le premier prototype de la 4CV,.
L'important marché de guerre permet aux usines Renault de faire travailler ses ouvriers près de 40 heures par semaine : une prime de rendement est octroyée aux ouvriers payés au mois,.
De mars à septembre 1942, des bombardements de l'aviation alliée sur les usines du Mans et de Billancourt freinent les productions et les livraisons de véhicules. Après le bombardement du 3 mars 1942, Louis Renault ordonne de « reconstruire » si bien que le « plénipotentiaire au recrutement et à l'emploi de la main-d'œuvre » Fritz Sauckel (Gauleiter Sauckel) exprime « son admiration pour l’effort exceptionnel fourni par l'entreprise Renault ». [réf. nécessaire] Mais les troisième puis quatrième bombardements de septembre 1943 aggravent la situation.

### L'après guerre (1944-1960)
En août 1944, les usines sont libérées. Louis Renault est accusé de collaboration et est incarcéré à la prison de Fresnes ; il mourut avant la tenue de son procès.
Dès septembre 1944, les usines furent réquisitionnées par le gouvernement provisoire français avec l'appui américain afin de participer à la victoire contre les nazis. Pierre Lefaucheux fut nommé « administrateur provisoire » le 4 octobre. Plusieurs cadres de l'entreprise furent « limogés » par les ouvriers eux-mêmes qui n'estimaient pas légitime d'avoir des supérieurs collaborateurs. Ces « comités d'épuration » furent repris en main puis stoppés par Pierre Lefaucheux, si bien que la majorité de l'ancienne équipe dirigeante fut maintenue en place.
Le 16 janvier 1945, conformément aux préconisations du Conseil national de la Résistance, l'ordonnance de nationalisation fut proclamée, débouchant sur la création de la Régie Nationale des Usines Renault (RNUR). Le 7 mars 1945, Pierre Lefaucheux devint Président-directeur général de l'entreprise.
Une décentralisation fut alors imposée à la Régie nationale sur la base de 4 arguments :
- l'arrêt de l'extension industrielle sur place au profit des usines « sœurs » provinciales ;
- une reconversion d'ateliers en activités tertiaires ;
- une délocalisation des activités les plus nuisibles et polluantes ;
- un problème de congestion urbaine.

Les productions nouvelles, notamment grâce à l'introduction de nouveaux modèles dans la gamme, furent alors délocalisées dans les établissements de province comme à Flins dès 1952. En 1953, plusieurs centaines d'ouvriers du site Renault-Billancourt furent licenciés, permettant de déposséder la CGT de son contrôle du comité d’entreprise.

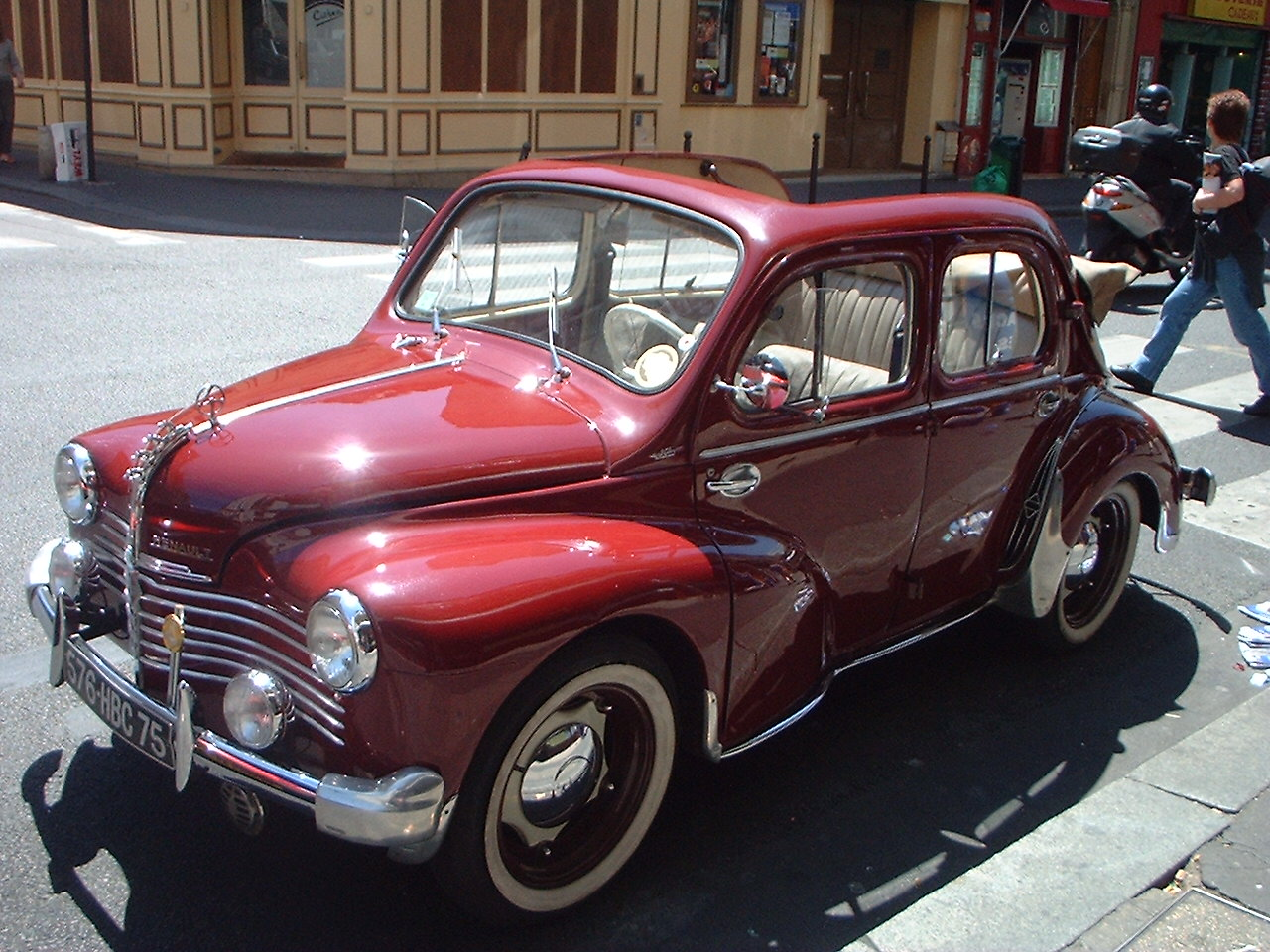
Renault 4CV (1947-1961)

La 4CV, lancée en 1947, représentait un produit léger, petit et économique. Populaire, elle dépassa la Coccinelle de Volkswagen, en retard à cause des pénuries fortes auxquelles faisait face l'Allemagne, et la Morris Minor anglaise en étant la voiture française la plus vendue jusqu'en 1955. Elle fut une des premières voitures populaires en France, emblème de la modernisation du pays d'après-guerre. On en produisit plus d’un million jusqu’à l'arrêt de la production en 1961.
Renault choisit ce modèle pour revenir aux courses automobiles en remportant les 24 heures du Mans, les Mille Miglia et en participant au rallye Monte-Carlo. Ces évènements contribuèrent à la popularité de la marque.
En 1952, Renault construisit sa première usine hors de Paris à Flins-sur-Seine (Yvelines) et acheta, dans le même temps, des locaux à Rueil pour y installer un centre d'études.

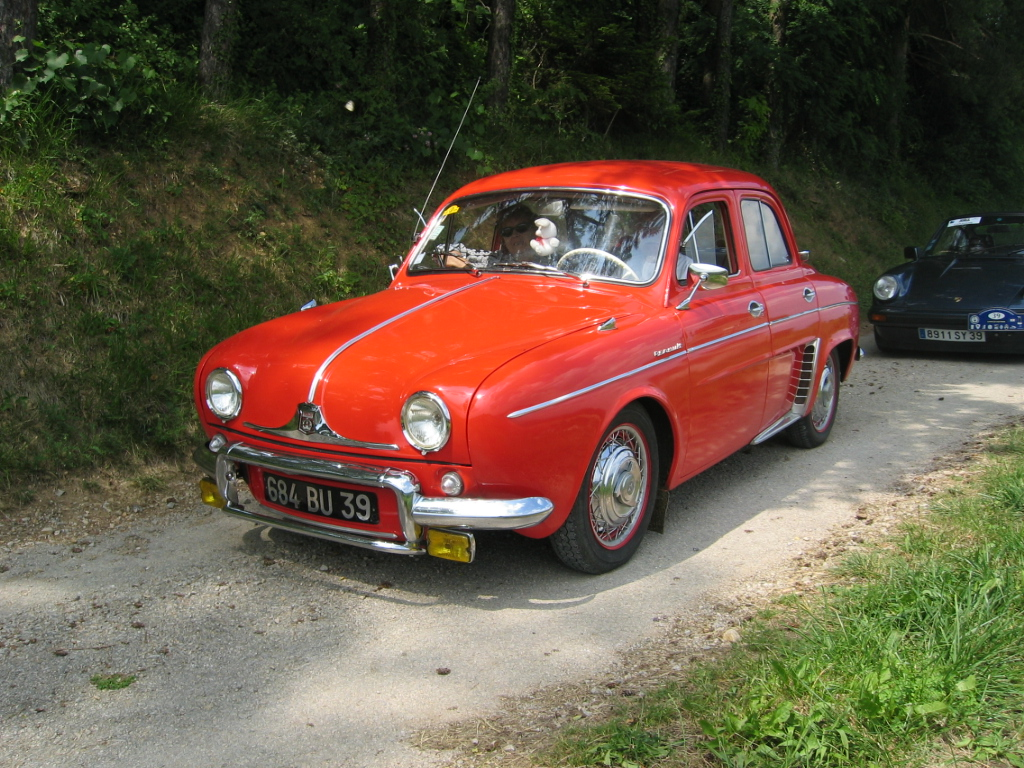
Renault Dauphine (1956 à 1967)

La remplaçante de la 4 CV fut la Dauphine, qui se révéla également un succès en Europe et dans le monde (Brésil, Argentine...), et fut fabriquée à plus de 2 millions d'exemplaires. Cependant, une tentative de s'introduire dans le marché nord-américain avec ce modèle s'avéra désastreuse. Contrairement à celui de sa concurrente allemande, la Coccinelle, son réseau de vente ne fut jamais très étendu et sa fiabilité fit défaut ce qui limita son introduction dans un marché qui, de plus, aimait les grosses cylindrées.
Renault ne parvint à maintenir son marché que sur une seule province canadienne : le Québec (Canada). En cette période de Révolution tranquille, la politique québécoise renforce ses positions nationalistes tout en gardant des relations proches de la France.

### D'une crise à l'autre (1960-1984)

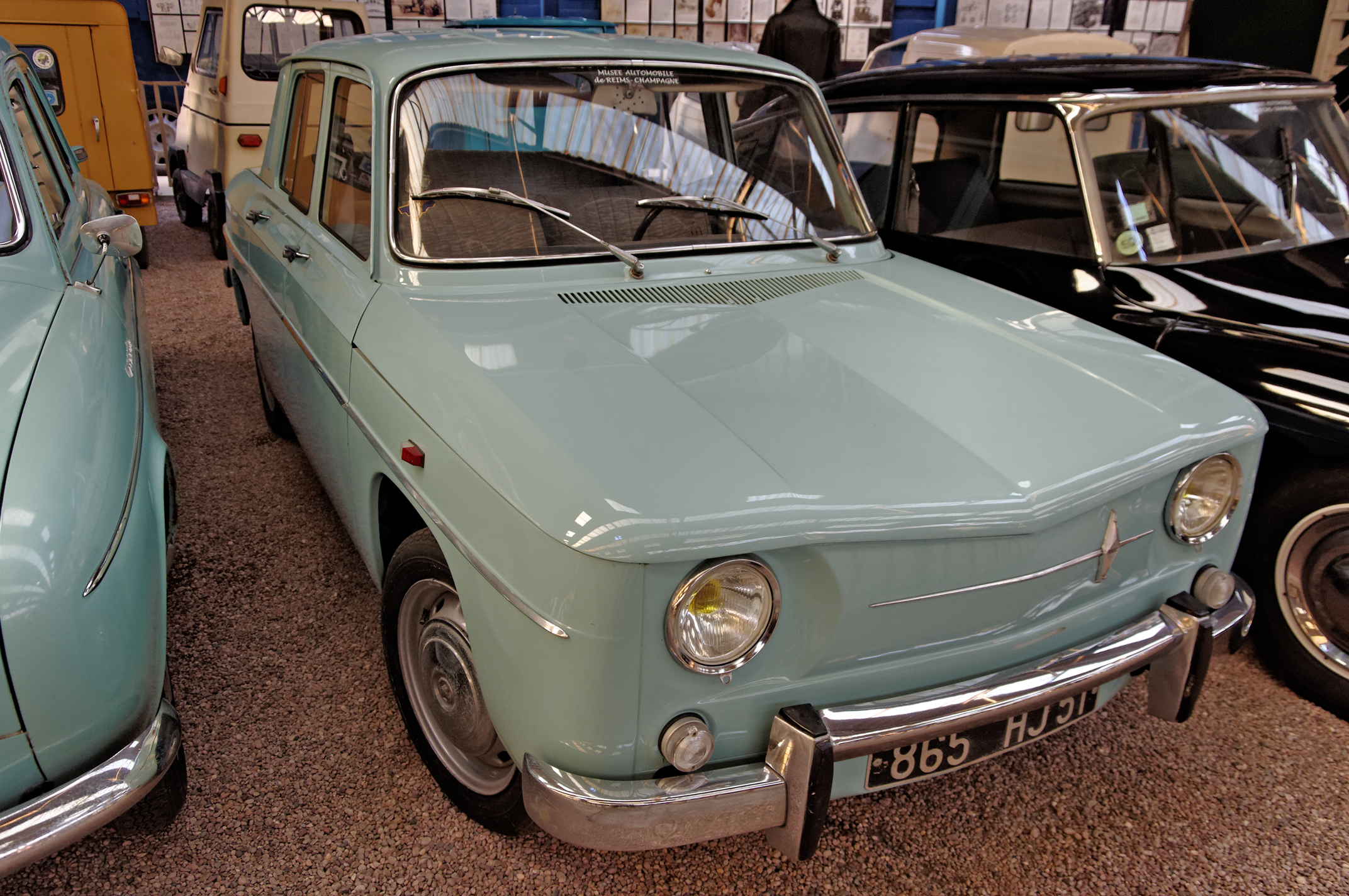
Renault R8 Major - 1962

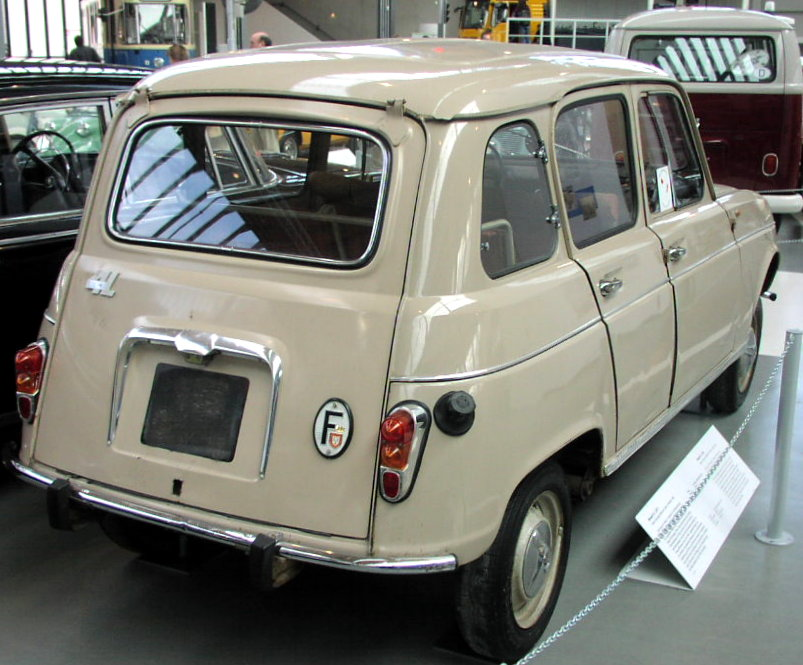
Renault 4L - 1962

Fin des années 1950, Renault tente une offensive du marché aux États-Unis avec l'introduction de plus de 34 000 Dauphine et 4CV. Ce qui fut d'abord un succès commercial avec la vente de près de 62 000 véhicules en 1958 et 118 000 en 1959 deviendra très rapidement un échec. En 1960, les ventes s'effondrent à 58 000 véhicules et près de 45 000 véhicules en stocks doivent être bradés sur place. Les deux modèles, peu adaptés aux routes américaines, ne parviennent pas à séduire le marché américain friand des grosses cylindrées. Cette chute du marché entraîne le tout premier plan de 3030 licenciements de la RNUR. Des grèves importantes ont lieu dans les usines. Près de 1000 emplois saisonniers ne sont pas renouvelés. Les horaires passent de 48 à 45 heures. En avril 1962, 3000 ventes sont réalisées par mois. Si le lancement de la R8 est en étude, la R4 ne sera pas exportée. La même année, le « moteur Cléon-Fonte » conçu par l'ingénieur René Vuaillat apparaît sous le capot de la Renault Floride S, ainsi que de la Renault 8. Ce quatre cylindres aura animé des générations de modèles, passant au fil des ans de 956 cm3 à 1 565 cm3 de la Floride à la Twingo en passant par la Renault 11 Turbo et la Renault 5 Turbo 2. Ce moteur est réputé pour sa robustesse et sa longévité.
La plupart des nouveaux modèles et des productions novatrices sont confiés aux établissements décentralisés.
Les effectifs de Billancourt restent supérieurs à 30 000 salariés, mais en 1969, pour la première fois, l’usine-mère cesse d'être la première usine de France. Renault-Billancourt ne contrôle plus tout Renault.
En 1965, le rapprochement Citroën-Peugeot est un échec de par la volonté de Citroën de s'emparer de Peugeot. En découle en 1966, l'association Peugeot-Renault où les deux entreprises, bien qu'ayant des statuts différents, travaillent ensemble. Cette association ne reposant sur aucune prise de participation financière mais bien sur une entente mutuelle.

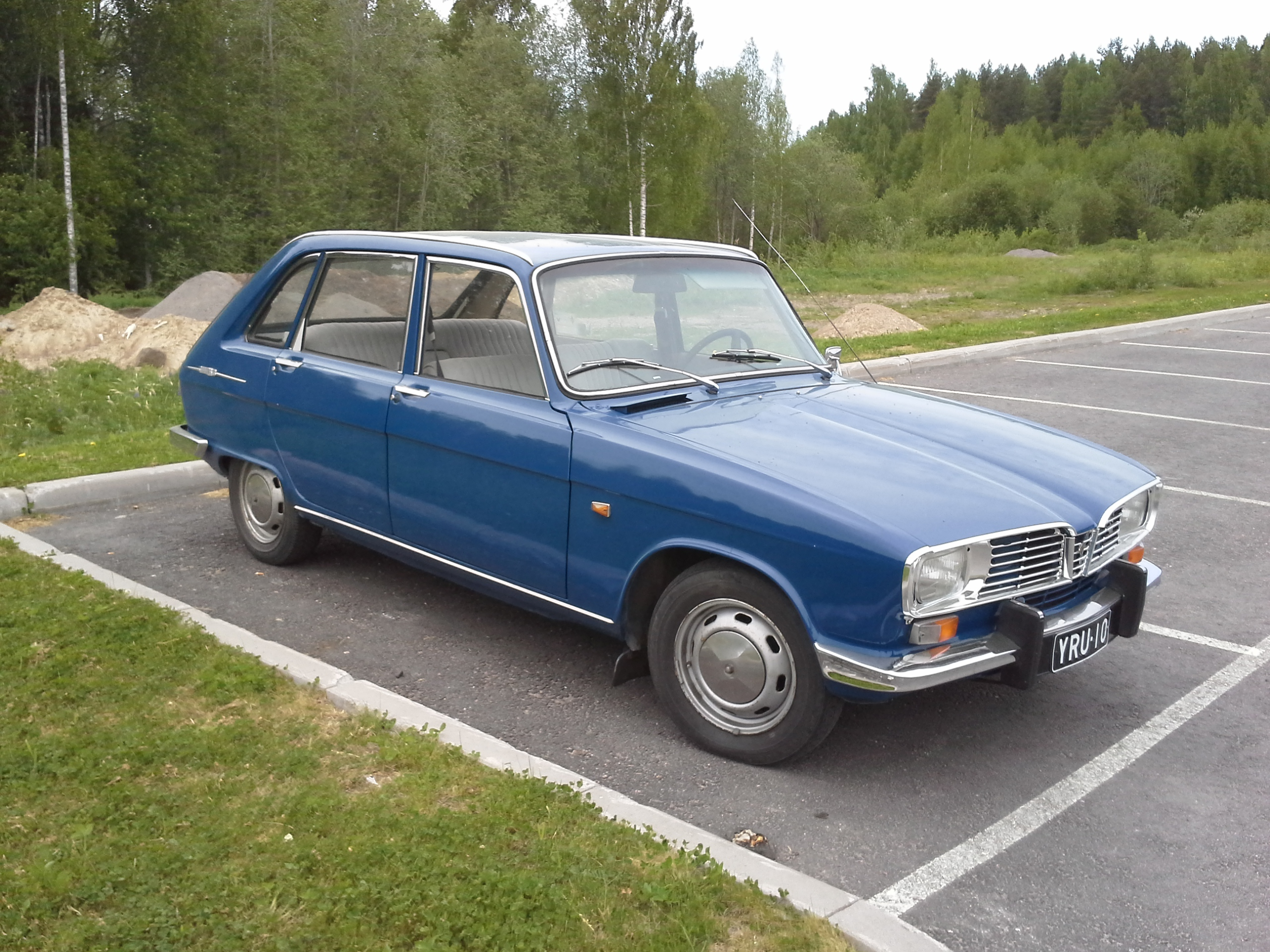
Renault 16 (1965-1980)

La Renault 16 dessinée par Gaston Juchet et Philippe Charbonneaux est produite de septembre 1965 à 1980. Vendue à plus de 1,8 million d'unités, elle est assemblée essentiellement dans les usines de Sandouville (construite pour l'occasion et ouverte en 1965) et Flins jusqu'en 1973. C'est la première voiture française de sa catégorie à carrosserie berline-break à hayon,.
La grève de 1968 commence le 15 mai aux usines Cléon puis le 16 mai à Billancourt. Les usines sont alors occupées par ses ouvriers dont de nombreux immigrés OS : le personnel immigré représentant alors 16,1 % des 76060 personnes travaillant à la RNUR. La lutte dépasse le cadre strictement économique : Les « gauchistes »[Qui ?] parlent de « gouvernement populaire » et d'« autogestion ». Malgré des tentatives de débordement par des militants d'extrême gauche, la CGT Renault Billancourt parvient à mener la grève pendant un mois (33 jours, 34 nuits) en évitant les multiples provocations et dans la « dignité » avec, comme premier secrétaire du syndicat, Aimé Halbeher âgé alors de 32 ans. Les militants CGT qui animent cette grève sont pour la plupart des ouvriers qualifiés issus de l'école d'apprentissage de la Régie Renault d'après guerre et politiquement proches ou membres du PCF.
L'extrême gauche à Renault Flins :
- La direction de Renault lance un ultimatum aux ouvriers en les menaçant de sanctions s'ils ne reprennent pas le travail le vendredi 7 juin. Le 7 juin, les ouvriers refusent de reprendre le travail malgré l'intervention des CRS. Le lundi 10 juin, les maoïstes de l'Union des jeunesses communistes marxistes-léninistes (UJCML) organisent une marche sur Flins. Un lycéen de 17 ans, Gilles Tautin, se noie ce jour-là dans la Seine en tentant d'échapper aux gendarmes.
- Des ouvriers de Flins poursuivent la grève au mois de juin contre les consignes syndicales. Ils reprennent le travail à la fin du mois de juin après plusieurs jours d'émeutes.

À Billancourt, le 17 juin, à l'appel de la CGT et de la CFDT, les ouvriers votent majoritairement la reprise du travail (comme dans les autres usines du groupe : 58 % à Flins, 75 % à Cléon, 79 % au Mans, 71 % à Choisy, près de 100 % à Sandouville).
Les acquis sociaux : augmentations salariales, réduction d'une heure de la semaine de travail passant de 45 à 44 heures; et les droits syndicaux conquis en 1968 et dans les années qui suivirent sont importants et resteront une référence pour le mouvement social.
La force de ce mouvement, avec les grands meetings de l'île Seguin réunissant des milliers de travailleurs, attirera pendant quelques années des groupes d'extrême gauche espérant y trouver un terrain propice pour développer leurs idées et leurs actions.
En 1969, l'association Peugeot-Renault décide la création de trois usines : une usine de moteur, une usine de boîtes de vitesses automatiques et une usine de carrosserie. En 1971, l'association se développe avec la mise en service d'usines communes.
Les militants maoïstes de la Gauche Prolétarienne (GP) s'installent à Flins et Billancourt. Au début des années 1970, l'agitation continue à Billancourt. Lors du procès d'Alain Geismar, Jean-Paul Sartre, juché sur un baril de mazout, harangue des métallos intrigués au Point-du-Jour, la sortie de l'usine de Billancourt. Les affrontements entre la GP et les vigiles de Renault ainsi que les agressions sur les militants CGT de l'usine se multiplient. Le 25 février 1972, un agent de sécurité Jean-Antoine Tramoni tue l'ouvrier Pierre Overney (militant à la GP et licencié par Renault pour cette raison). En riposte, le 8 mars, la GP enlève Robert Negrette, chef-adjoint chargé des relations sociales à Billancourt, puis le libère deux jours plus tard.
Dans les années qui suivent, Renault réussit à rétablir l'ordre à Flins et Billancourt. Jean-Antoine Tramoni quitte la régie après sa sortie de prison. Il est abattu en 1977 par les Noyaux armés pour l'autonomie populaire (NAPAP).

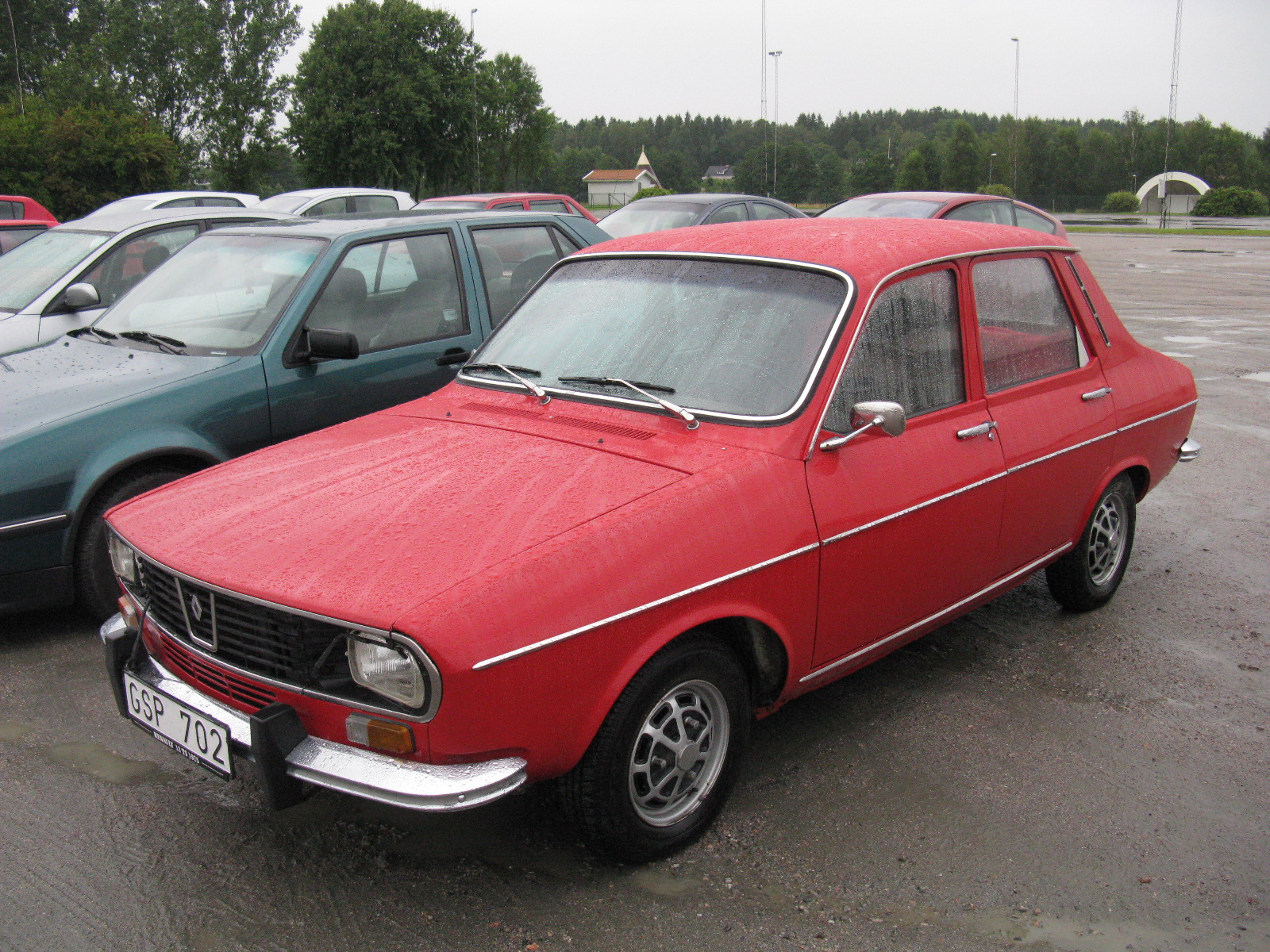
Renault 12 (1969/1980)

La Renault 12 produite de septembre 1969 à 1980 (en France) puis dans le monde jusqu'en 2006 en Roumanie pour un total de 4 090 629 exemplaires. En 1973, la R12 est la voiture la plus vendue en France (prend la place de la Simca 1100). Cette voiture moyenne de la Régie Renault fut surtout produite en France à l'usine de Flins ; les coupés Renault 15 et 17 en sont dérivés.

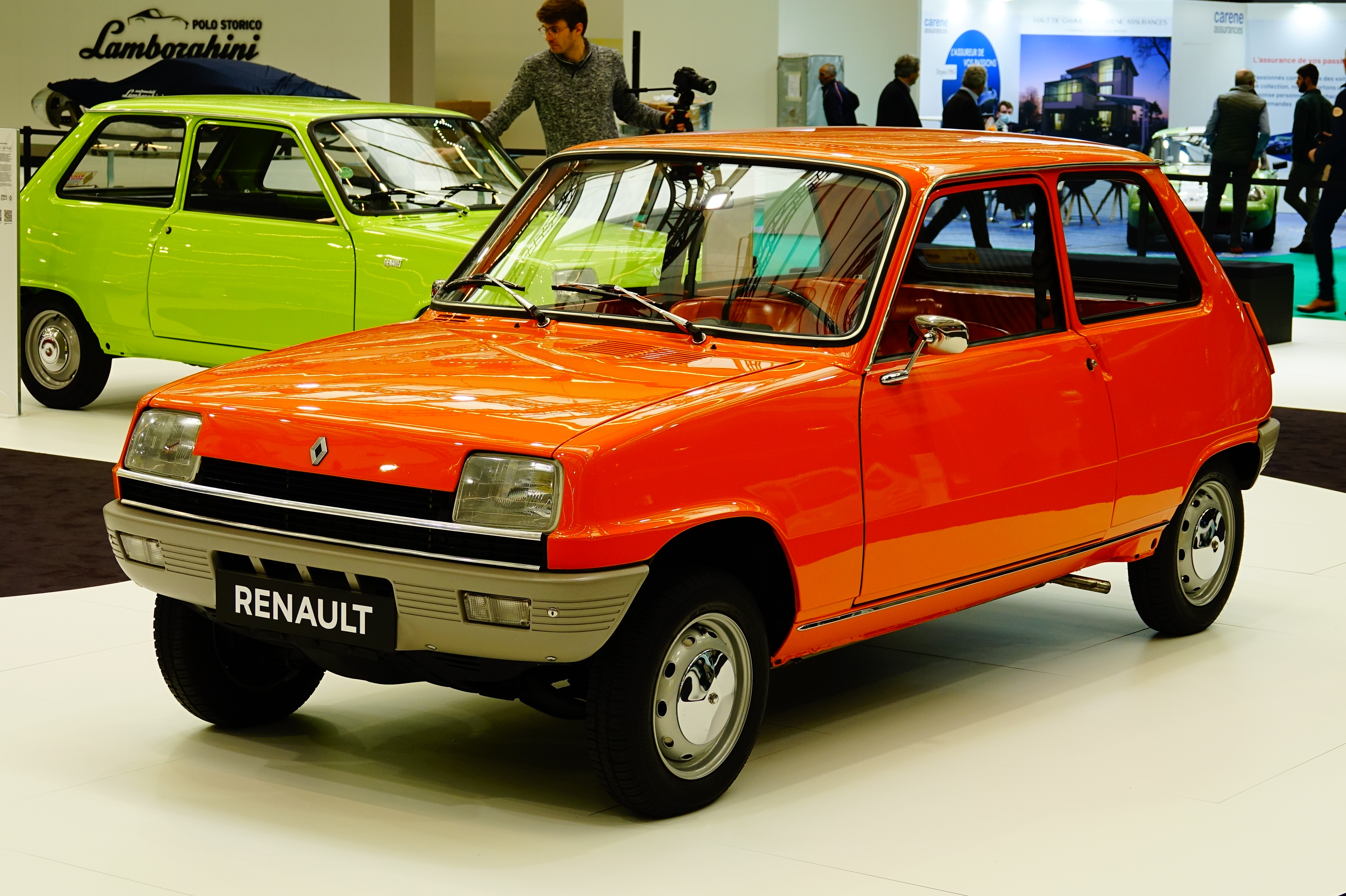
Renault 5 (1972/1984)

La Renault 5 est une citadine commercialisée de 1972 à 1984. Très grand succès pour la marque, la Renault 5 s'est vendue à plus de 5 millions d'exemplaires, faisant d'elle la sixième voiture la plus vendue en France.
Le 13 février 1980, Renault dépose le brevet du dispositif de répartition de freinage à adhérence totale, inventé par l'ingénieur René Vuaillat.

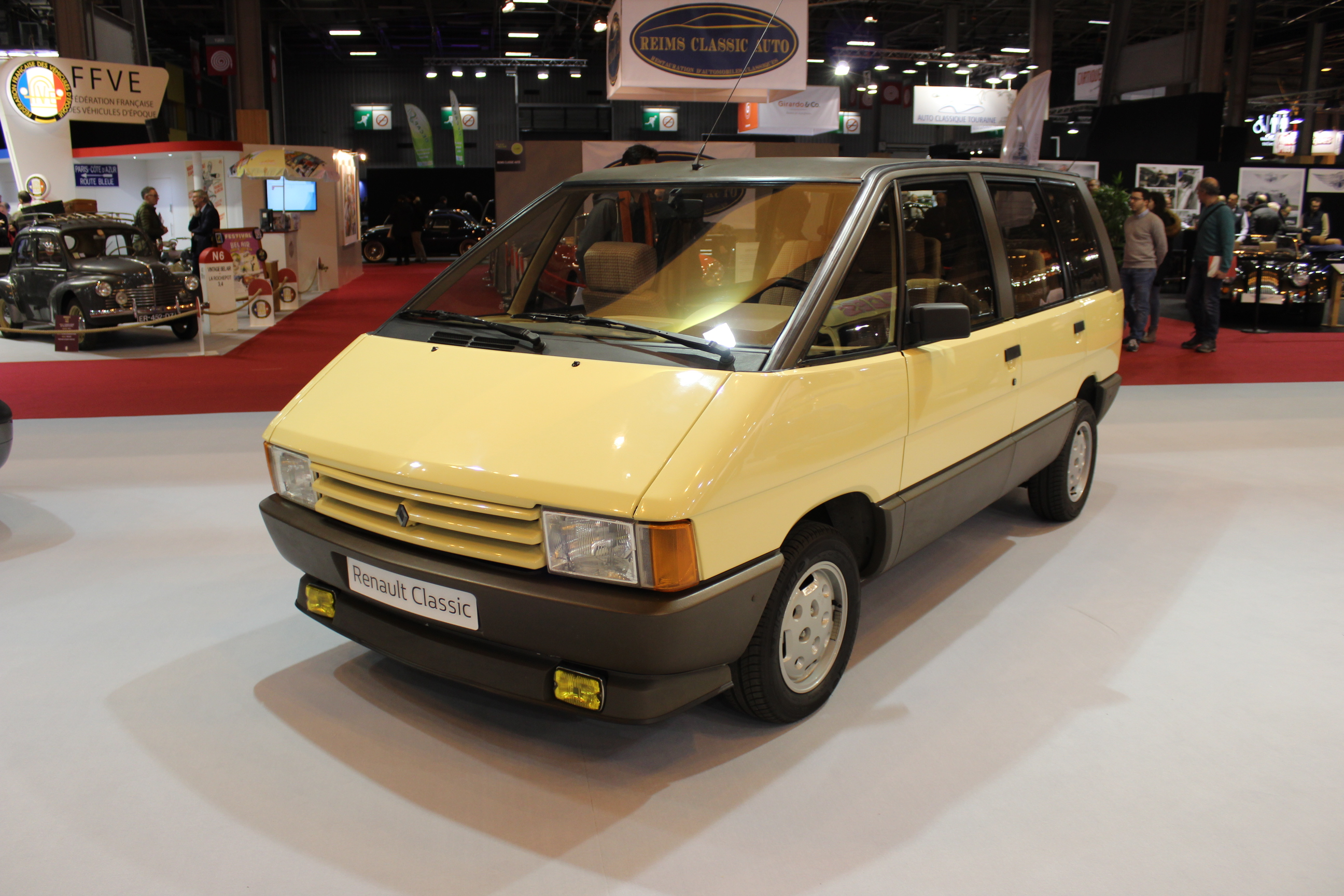
Renault Espace I 1984-1991

En 1979, le patron de Matra, Philippe Guédon, souhaitait réaliser depuis 1978 une voiture modulaire pour transporter confortablement une famille et ses bagages. En juin 1983, Renault et Matra signent un accord de coopération prévoyant « l’étude et la fabrication par Matra, à partir d’organes mécaniques Renault, de véhicules commercialisés par le réseau européen de Renault ». 
En janvier 1984, les modèles de présérie de l'Espace sortent des chaînes Matra à Romorantin, la série est fabriquée à partir de mars 1984. La voiture révolutionnaire fait largement appel aux matériaux composites pour sa carrosserie. Arrivée sur le marché français six mois après les débuts d'un des pionniers du genre monospace aux États-Unis, le Chrysler Voyager.
Le projet « Billancourt 2000 », visant à remplacer progressivement les anciens ateliers de fabrication par un centre technique ultramoderne, chargé de concevoir les équipements de l'ensemble des usines de Renault, est lancé. La conception est confiée à l'architecte Claude Vasconi. Le bâtiment « 57 Métal » ne devait être que la première étape du projet global.
Mais la Régie est au bord de l'abîme, avec l'annonce, fin 1984, d'un déficit record - 12,5 milliards de francs -. Bernard Hanon est remercié. Le nouveau PDG, Georges Besse, change radicalement d'approche et de méthode. Il ne refuse rien, mais enterre définitivement le projet « Billancourt 2000 » qui n'ira pas plus loin que le bâtiment « 57 Métal ».

### Sortie de crise (1985-1996)

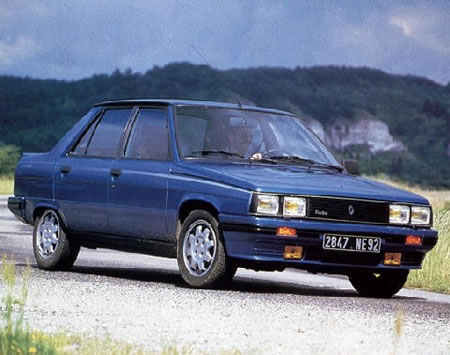
Renault 9 Turbo. La R9, vendue aux États-Unis sous le nom de Renault Alliance, fut élue Voiture de l'année aux États-Unis en 1983 par Motor Trend.

Le nouveau PDG, Georges Besse, restructure Renault par un important plan de licenciements. Il conserve des sociétés stratégiques comme American Motors en 1986. Cette dernière avait été progressivement rachetée en espérant percer dans le marché nord-américain en 1980. Malgré un bon début avec des modèles comme l’Alliance, une Renault 9 et une R11 fabriquées toutes deux par AMC à Kenosha (Wisconsin), leur fiabilité médiocre aurait fait péricliter les ventes. Raymond Lévy cédera American Motors en mars 1987 à Chrysler.

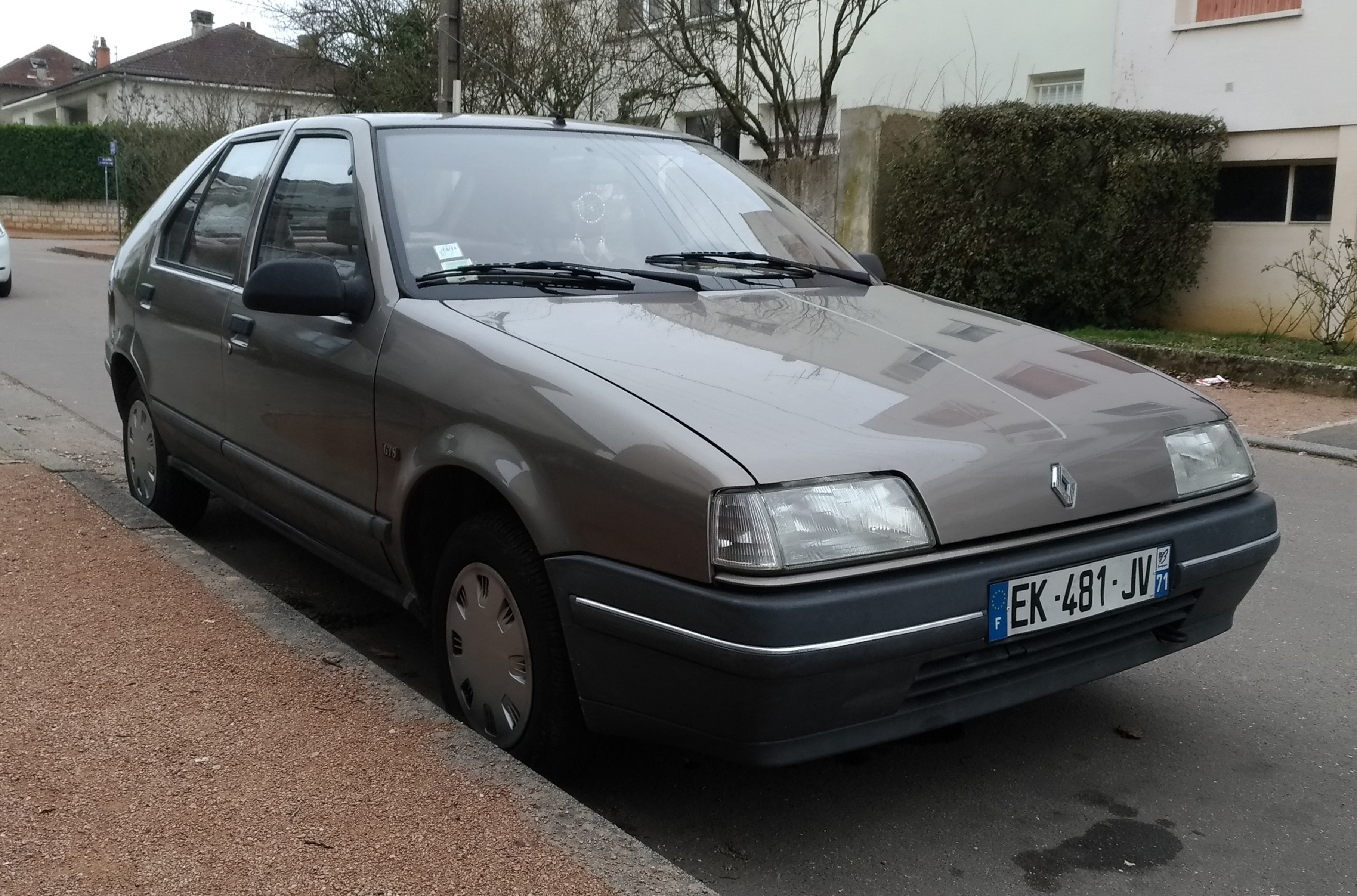
Renault 19 (1988-2000)

Les Renault 9 et Renault 11 sont des modèles-charnières pour Renault car elles inaugurent une nouvelle base technique qui sera utilisée sur de nombreux modèles. En effet, leur châssis est réutilisé sur les Renault 19, Mégane 1 et Scénic 1 et dérivé pour les Super 5, Express, Clio 1, Clio 2, Kangoo 1 et Twingo 2. Les Renault 9 et Renault 11 sont les premières voitures à utiliser un moteur Renault en position transversale, ce qui donnera naissance aux boîtes de vitesses JB qui équiperont encore la Twingo 2. Les « moteurs F » apparus sur les Renault 9 et Renault 11 équiperont encore la Mégane 3 notamment avec le F4RT sur la Mégane 3 RS.
Le 17 novembre 1986, Georges Besse est assassiné par le « Commando Pierre Overney » d'Action directe. Le 21 février 1987, quatre militants d'Action Directe sont arrêtés et emprisonnés pour l'assassinat de Georges Besse. Il s'agit de Jean-Marc Rouillan, Nathalie Ménigon, Joëlle Aubron, et Georges Cipriani (un ancien ouvrier qui travaillait chez Renault lorsque Pierre Overney a été tué). Ces quatre militants seront condamnés en 1994 à la réclusion criminelle à perpétuité assortie d'une peine de 18 ans de prison incompressible. Joëlle Aubron sera libérée en 2004 pour raisons médicales (elle mourra d'un cancer deux ans plus tard). Nathalie Ménigon a été libérée en août 2008. Jean-Marc Rouillan et Georges Cipriani ont bénéficié de mesures de mise en liberté à partir de 2010/2011.
Après l'assassinat de Georges Besse, Renault poursuit néanmoins son redressement avec Raymond Lévy. C'est avec ce dernier que Louis Schweitzer fera ses premiers pas au sein du constructeur automobile qu'il a rejoint en 1986 en tant que directeur. Rapidement il monte les échelons : il devient directeur général adjoint en 1989 puis directeur général un an plus tard. En mai 1992, Louis Schweitzer succède à Raymond Lévy à la présidence et direction générale de Renault.

### Volvo et le processus de privatisation

Logo Renault de 1992 à 2004.

Après 45 années passées sous le giron de l'État, la régie Renault allait redevenir une société privée. En 1990, la régie Renault changea de statut et devint une société anonyme à capitaux d'État par l'adoption de la loi du 4 juillet 1990. Mais le gouvernement d'alors n'entendait pas se séparer aussi rapidement d'un des fleurons de l'industrie française. Il avait prévu quelques garde-fous : toute personne française ou étrangère ne pourra acquérir plus de 25 % du capital de Renault. Une part importante mais qui n'assure ni la prise de contrôle, ni la minorité de blocage.
Le contexte économique pousse toutefois aux alliances : le début des années 1990 est une période difficile pour les constructeurs automobiles européens. Le marché est morose et les concurrents japonais sont plus que jamais décidés à investir le marché européen. La bataille se fait par les prix. Restructuration et concentration deviennent rapidement les mots d'ordre pour résister.
Le suédois Volvo, modeste acteur européen très présent sur le segment du haut de gamme, voit en l'ex-régie son partenaire. En 1990, il acquiert 20 % du capital de Renault. La coopération se déroulait alors sans soucis. Aussi, il n'était rien de plus naturel aux deux groupes de vouloir approfondir leurs relations.
Le 6 septembre 1993, Renault et Volvo signent un projet de fusion qui doit donner naissance à Renault-Volvo RVA. Cette société commune aurait alors regroupé les activités automobiles, poids lourds et de financement des deux groupes. Au niveau du capital, le suédois devait détenir 35 % du capital de Renault-Volvo RVA. L'État français aurait eu une participation directe de 46,36 % de la société. À cela se serait ajoutée une part de 17,85 % détenue indirectement, c'est-à-dire au travers d'une holding créée pour la circonstance sous le nom de RVC. Cette holding aurait été sous le contrôle de l'État français, Volvo aurait dû être un actionnaire minoritaire.

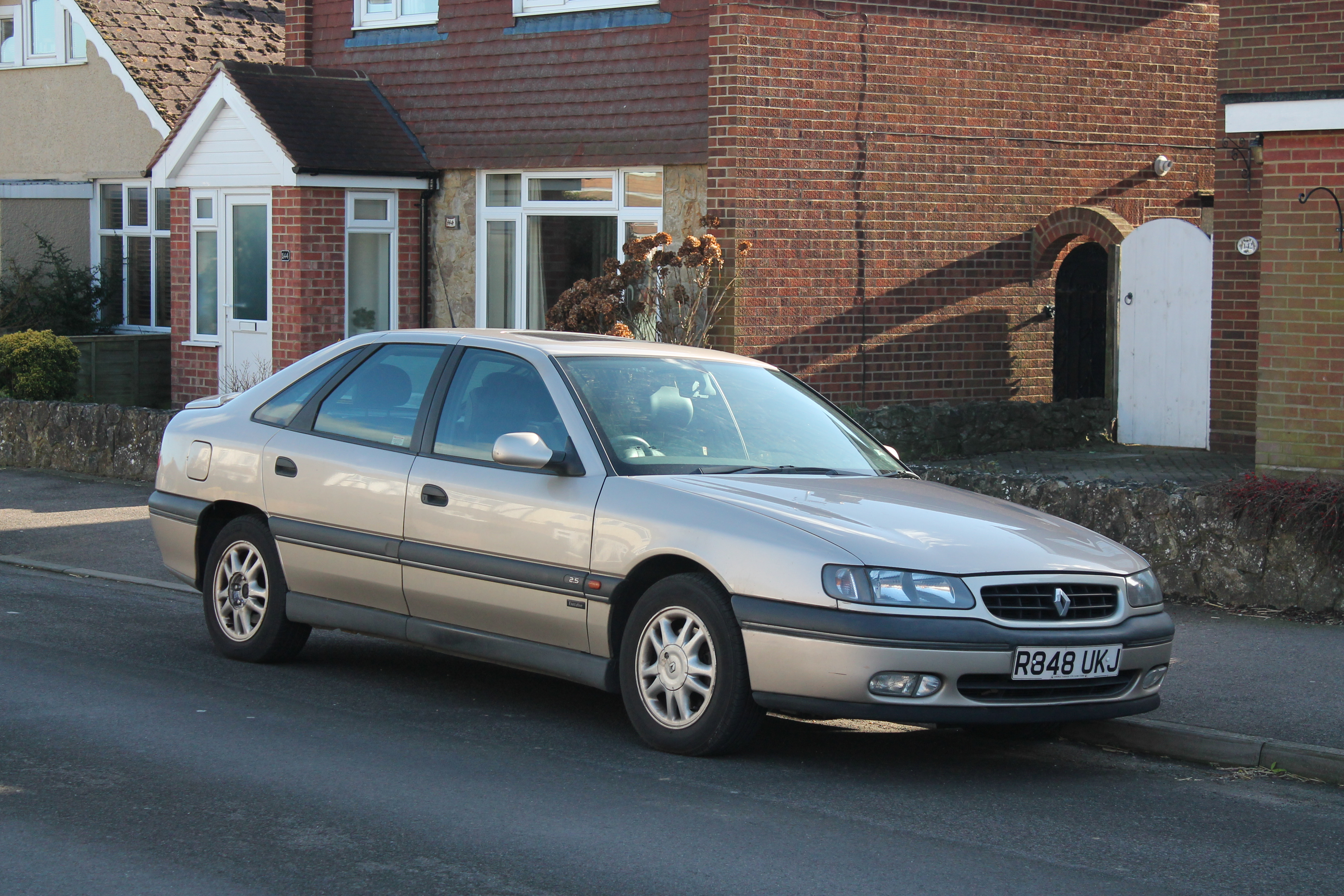
Renault Safrane 2.5 RXE Executive Auto phase II (1996-2000) doté du Moteur Modulaire Volvo

Tout semblait parfaitement s'emboîter mais c'était sans compter l'intérêt national tant au niveau français que suédois. Dans sa volonté de garder le contrôle sur Renault, il a été prévu de concéder à l'État français un moyen spécifique pouvant limiter à 20 % des droits de vote le montant de la part d'un investisseur étranger. Mais si cela rassurait les Français, l'idée était loin de séduire les Suédois. Eux-mêmes voyaient dans ce mécanisme un risque de perdre le contrôle de leur propre constructeur automobile. Cette inquiétude est allée jusqu'à semer la discorde entre les dirigeants de Volvo. Les actionnaires du groupe suédois étaient tout aussi hostiles, d'autant que les hésitations des pouvoirs publics français à s'engager fermement vers une privatisation de Renault n'étaient pas d'augure à installer la confiance. L'histoire de la fusion de Renault et Volvo s'est finalement achevée trois mois après sa signature.
Seulement, Volvo détient 20 % du capital de Renault, qui prend alors plus l'allure d'une participation financière que d'un investissement industriel. L'entrée en Bourse du français sera la porte de sortie du suédois. En novembre 1994, Renault est effectivement mis en bourse. À cette occasion, Volvo cède 12 % du capital et l'État diminue sa part de 80 % à 53 %. Il fallut attendre juillet 1996 pour voir Renault effectivement passer dans le secteur privé à la suite d'une cession par le gouvernement de 6 % du capital au noyau dur des actionnaires (essentiellement des banques et groupes d'assurance français) par le biais d'une vente de gré à gré.

### Nissan et la consolidation de l'industrie
Le secteur automobile entame dans les années 1990 un mouvement de concentration. Rachats de marques, fusions : les groupes se mondialisent et cherchent à étendre leur gamme, gage d'une rentabilité plus constante. Renault veut s'engager aussi dans cette voie, à l'opposé de PSA Peugeot Citroën qui fonde sa stratégie sur des partenariats industriels de long terme. Renault a déjà une bonne assise en Europe et en Amérique latine mais l'Asie, qui commence à peine à dévoiler son important potentiel de croissance, reste son point faible. Or pour produire ou même vendre des véhicules dans ces pays, les pays occidentaux n'ont guère le choix : il leur faut un partenaire local.
De son côté, le deuxième constructeur automobile japonais Nissan est au bord de la faillite et vient d'enregistrer sa sixième année de perte consécutive. Une alliance peut le sauver et il devient vite une cible courtisée. Le dossier intéresse Renault mais aussi DaimlerChrysler dont la fusion non encore achevée (né du rapprochement entre Daimler-Benz et Chrysler) l'incita bien vite à abandonner. Après quelques mois de discussion, Renault et Nissan scellent un accord, socle d'une coopération profonde mêlant échange de participation et collaboration industrielle. En mars 1999, naît officiellement l'Alliance Renault-Nissan. Renault et Nissan ont des participations croisées au capital de chacune, Renault possédant 44,4 % du capital de Nissan et Nissan 15 % de celui de Renault (2002).
Déjà présent en Espagne, en Slovénie, en Turquie, au Brésil, Renault va alors étendre sa présence mondiale à l’Asie et à l’Amérique du Nord  où il revient notamment, par le biais de Nissan, au Mexique qu'il avait quitté en 1998. Le groupe va également se renforcer en Afrique et au Moyen-Orient.
Cette alliance n'empêche pas Renault de poursuivre sa propre stratégie. Au moment d'entamer les négociations avec Nissan, Renault était déjà en pourparlers avec le gouvernement roumain pour acquérir 51 % du capital du constructeur national Dacia. C'est ainsi qu'à peine quatre mois après la signature de l'Alliance Renault-Nissan, le constructeur français ratifiait son accord avec la Roumanie et prenait le contrôle de Dacia. Bien que les installations industrielles de la société fussent en piteux état, le PDG de Renault Louis Schweitzer lui avait déjà conféré un avenir plus qu'ambitieux : Dacia deviendra le fer de lance du développement de Renault dans les pays émergents. Se dessinait déjà l'idée de la Logan - la fameuse « voiture à 5 000 euros ».

### Expansion des années 2000
Dans sa conquête des pays en fort développement économique, Renault a également investi dans Avtoframos (CEI) et dans le coréen Samsung Motors qui donnera naissance à Renault Samsung Motors. Pour accroître sa présence dans les marchés émergents considérés comme porteurs, Renault envisage la construction d’usines en Iran, en Colombie et au Maroc.
La division bus de Renault fusionna en 1999 avec la division européenne des bus IVECO pour donner naissance à Irisbus. Depuis 2001, la participation de Renault dans IRISBUS a été cédée entièrement à FIAT-IVECO.
Le secteur des camions fut traité par Saviem jusqu'à l'achat de Berliet. À l'heure actuelle, la branche Renault Véhicules Industriels, qui a été renommée Renault Trucks, fait partie du groupe AB Volvo dont Renault SA détient 20 % du capital.
En 2004, la filiale de Renault en Roumanie, Dacia, présente sa « berline à 5 000 € », la Logan, que le groupe voudrait produire à un million d'exemplaires par an à l'horizon 2010. Cette même voiture est commercialisée en France à 9 000 €.
En novembre 2004, le PDG de Renault a annoncé son intention de faire de l'implantation du groupe en Corée du Sud un point d'appui pour son expansion en Asie, notamment en Chine (source : dépêche AFP, reproduite à l'adresse suivante ).
Carlos Ghosn (qui a remplacé Louis Schweitzer comme PDG en mai 2005) annonce en février 2006 une relance des ambitions internationales du constructeur en introduisant 26 nouveaux modèles jusqu'en 2009.
Début juillet 2006, des discussions pour envisager une nouvelle alliance entre Renault-Nissan et General Motors sont engagées mais le projet est rapidement abandonné.
En février 2008, Renault et AvtoVAZ signent les accords définitifs scellant leur partenariat stratégique.
Le 27 mai 2019, John Elkann le jeune patron de la galaxie Fiat fait une offre de fusion de sa filiale automobile FCA avec le groupe Renault. Face à l'avis favorable du conseil d'administration de Renault et l'hésitation (ou l'hostilité) du gouvernement français, le président de Fiat Chrysler Automobiles retire son offre avec fracas le 5 juin 2019 à 22h15.
Après le déclenchement de la guerre en Ukraine le 20 février 2022, avec l'agression et le début d'invasion par la Russie, la plupart des entreprises occidentales se sont retirées de Russie. Renault, principal actionnaire du constructeur russe AvtoVAZ, plus connu sous le nom Lada a décidé, après plus de trois mois de guerre, a quitté le pays et a cédé l'usine d'assemblage qu'il avait à Moscou ainsi que sa participation de 67,69 % détenue dans Lada pour un rouble symbolique, au "NAMI", l’Institut central russe de recherche et de développement automobiles et des moteurs.

### Les années 2010: un groupe mondial

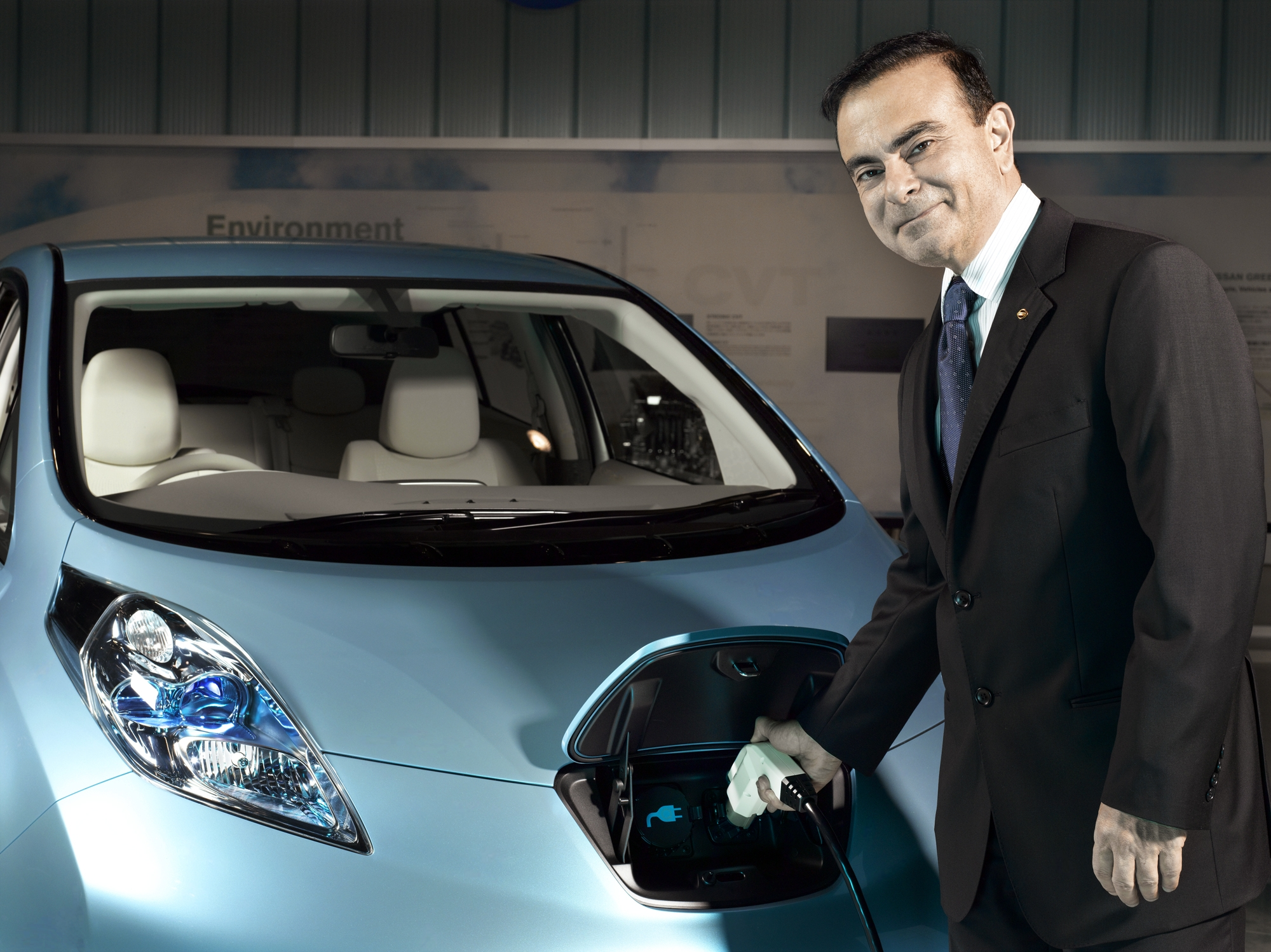
Carlos Ghosn chargeant une Nissan Leaf en 2010

Renault et Nissan continuent la mise au point de plateformes communes. La nouvelle architecture Common Module Family (CMF) est déclinée en plusieurs plateformes: CMF-A pour les petites citadines, CMF-B pour les citadines polyvalentes, CMF-C/D pour les compactes et familiales. Ces modèles sont souvent déclinés en Sport utility vehicle (SUV), tels les jumeaux Nissan Qashqai II et Renault Kadjar qui inaugurent la plateforme CMF-C et sont des succès commerciaux. La plateforme CMF-C/D est reprise pour la compacte Megane IV, la familiale Talisman, le SUV Koleos II, les monospaces Espace V et Scénic IV, permettant ainsi des économies d'échelle.
Dacia, qui reprend les anciennes plateformes de Renault, devient un relais de croissance du groupe. Le Dacia Duster, un SUV est lancé en 2010 avec un tarif low cost et est un succès immédiat. Initialement produit en Roumanie, il est ensuite produit au Brésil, en Colombie, Inde, Russie et Indonésie, parfois sous la marge Renault. L'usine de Tanger au Maroc est inaugurée en 2012 et produit des Dacia populaires telles la Sandero ou le Lodgy.
Nissan prend en 2016 le contrôle de 34 % de Mitsubishi. L'Alliance Renault-Nissan devient Alliance Renault-Nissan-Mitsubishi. Les synergies annuelles atteignent 5,7 milliards d'euros en 2017, selon Carlos Ghosn, qui reste à la tête du groupe.
La marque sportive Alpine est relancée fin 2017, avec une nouvelle Alpine 110, 55 ans après le premier modèle.

### Chronologie
- 1898 : Louis Renault (1877-1944) construit sa première « voiturette » et fonde le 24 décembre, avec ses deux frères, Marcel et Fernand, l'entreprise familiale « Renault Frères », au 10, avenue du Cours à Billancourt.
- 1900 : pour promouvoir leur produit, Louis et Marcel utilisent leur passion commune : la course et remportent le Paris-Bordeaux. Le premier logo présente dans un médaillon, les initiales gravées et entrelacées des frères Renault.
- 1902 :Marcel Renault et René Vauthier remportent la course Paris-Vienne
- 1903 : Marcel Renault se tue durant la course Paris-Madrid
- 1906 : le symbole Renault change, c'est une voiture vue de face à l'intérieur d'un engrenage.
- 1906 : Le premier Grand Prix de l'ACF est remporté par une Renault AK sur le futur circuit des 24 heures du Mans
- 1914-1918 : durant la Première Guerre mondiale, les véhicules Renault s'illustrent avec les taxis de la Marne puis avec le char Renault FT.
- 1919 : Renault, qui est maintenant une firme reconnue, change la voiture du logo pour un char d'assaut.
- 1921 : Renault sort la Torpédo Grand Sport.
- 1922 : l'entreprise familiale devient la « Société anonyme des Usines Renault ».
- 1923 : sur le nouvel emblème, le nom Renault apparaît au centre d'un motif décoratif rond en forme de grille ajourée.
- 1925 : un nouveau logo, le losange sera assimilé à la marque (on dit « la marque au losange »). Le premier bâtiment Renault est installé sur l’Île Séguin.
- 1935 : Renault sort des jouets qui sont des copies réalistes des voitures réelles.
- 1936 : mouvements de grève importants et occupation par les ouvriers des usines de Billancourt.
- 1939-1944 : les usines sont réquisitionnées et approvisionnent en véhicules de guerre des armées françaises puis allemandes, puis alliées. En 1942 et 1943 ; les ateliers de Billancourt sont bombardés par les forces alliés.
- 1945 : 16 janvier : ordonnance de nationalisation de Renault et création de la Régie Nationale des Usines Renault (RNUR). Pierre Lefaucheux est nommé président directeur général de la RNUR.
- 1946 : la première 4CV est présentée au Salon de l'Automobile, le succès est immédiat. La 4CV est la première voiture française à dépasser le million d'exemplaires.
- 1948 : les cinq premières places du classement à la course du Mont Ventoux sont remportées par des 4CV.
- 1949 : la 4CV triomphe, dans sa catégorie, au rallye Monte-Carlo et en 1950-1951 aux 24 heures du Mans, en 1952 et 1953, la 4CV remporte encore de nombreuses victoires.
- 1955 : Pierre Dreyfus devient le président directeur général de Renault (jusqu'en 1976).
- 1960 : le losange de la marque est légèrement modifié : c'est une plaquette émaillée jaune, noir et blanc, avec le nom de l'entreprise au centre.
- 1961 : La 4CV cesse d'être fabriquée, remplacée par la Renault 4.
- 1972 : la mention du nom de l'entreprise disparaît au profit d'un losange graphiquement épuré. La popularité de la marque atteint plus de 90 % (par rapport à 52 % en 1970). Lancement de la Renault 5.
- 1975 : l'exportation représente 55 % des ventes du groupe.
- 1977 : Peugeot et Renault s'associent.
- 1980 : Renault est le leader sur le marché automobile français avec plus de 40 % de part de marché.
- 1983 : Alain Prost ajoute trois victoires au Palmarès de F1 de Renault. Lancement d'une nouvelle Renault construite aux États-Unis sur la base de la Renault 9, « L'Alliance », nom symbolisant l'alliance entre la Régie et American Motors Corporation (AMC).
- 1984 : Crise financière. Sortie de la Renault Espace en collaboration avec Matra.
- 1986 : assassinat de Georges Besse, PDG depuis 1985, par le groupe terroriste Action directe
- 1987 : du fait de problèmes de fiabilité de ses produits vendus en Amérique du Nord, et de son énorme besoin de ressources financières en Europe, Renault doit se retirer de ce marché et vendre AMC à Chrysler. Ce dernier ne retiendra que les divisions Jeep[40] et Eagle.
- 1990 : Renault devient une Société anonyme. Échec de la fusion avec le groupe Volvo.
- 1992 : le logo est modifié et devient un losange en volume. Le siège social est déplacé Quai du Point du Jour. Louis Schweitzer devient président-directeur général du groupe entre 1992 et 2005. Williams-Renault décroche dix Grands Prix sur seize.
- 1993 : Renault commercialise les derniers exemplaires de la Renault 21 2.0 Turbo et 2.0 Turbo Quadra et lance la Clio Williams et 16V à la suite des palmarès de Renault en F1.
- 1994 : trois ans de suite, Renault est champion du Monde de Formule 1 avec Alain Prost, qui à cette occasion descend les Champs-Élysées au volant de la Williams-Renault.
- 1996 : Privatisation de Renault. Fermeture de l'usine belge de Vilvorde et large délocalisation de la production de Renault hors de France, particulièrement en Turquie dans l'usine de Bursa.
- 1998 : inauguration du Technocentre Renault où sont conçues les futures voitures de chez Renault. Le site se trouve à Guyancourt dans les Yvelines à environ 30 km à l'ouest de Paris et emploie près de 12 000 personnes - y compris les prestataires, sous-traitants et filiales de Renault.
- 1999 : accord de partenariat conclu avec le groupe Nissan. Renault prend 36,8 % du capital de l'entreprise japonaise. Achat du groupe roumain Dacia. Association avec le groupe Fiat pour fusionner dans une nouvelle société Irisbus, la division Bus de RVI et la branche Bus européenne de Iveco.
- 2000 : rachat du constructeur sud-coréen Samsung. Renault acquiert 70,1 % du capital de Samsung Motors et crée ainsi Renault Samsung Motors.
- 2001 : Rachat de la branche poids lourds Renault VI par le groupe AB Volvo qui se traduit par la création du groupe Volvo Global Trucks dont Renault détient 20 % du capital. Renault VI cède à Fiat-Iveco sa participation dans Irisbus[41]. Carlos Ghosn devient PDG de Nissan.
- 2005 : Carlos Ghosn devient PDG de Renault, assurant la présidence exécutive du groupe.
- 2006 : Fernando Alonso remporte le titre de champion du monde sur F1 Renault pour la deuxième année consécutive. L’écurie Renault F1 Team remporte deux fois le titre de champion du monde des constructeurs.
- 2008 : Renault prend 25 % des parts du constructeur AvtoVAZ, leader du marché russe avec la marque LADA.
- 2013 : signature d’un accord de coentreprise entre Renault et le constructeur chinois Dongfeng Motor Corporation, la DRAC (Dongfeng Renault Automotive Company).
- 2014 : L'écurie Renault e.Dams s’engage en Formule E dès son année de lancement.
- 2016 : Mitsubishi rejoint l’Alliance Renault-Nissan.
- 2017 : la production d'Alpine reprend officiellement
- 2019 : Carlos Ghosn démissionne de ses fonctions de PDG de Renault.
- 2021 : Luca de Meo, nouveau Directeur Général de Renault S.A. présente le nouveau plan stratégique du Groupe portée par quatre marques : Renault, Dacia, Alpine et Mobilize.
- 2022 : à la suite de l'invasion de l'Ukraine, abandon d'AvtoVAZ qui est cédé au NAMI (État russe) pour 1 rouble symbolique.

Renault est signataire du Pacte PME.

## Identité visuelle

Logo Renault 1900
Logo Renault 1923
Logo Renault 1925
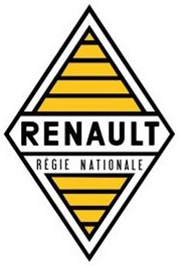
Logo Renault 1946
Logo Renault 1959
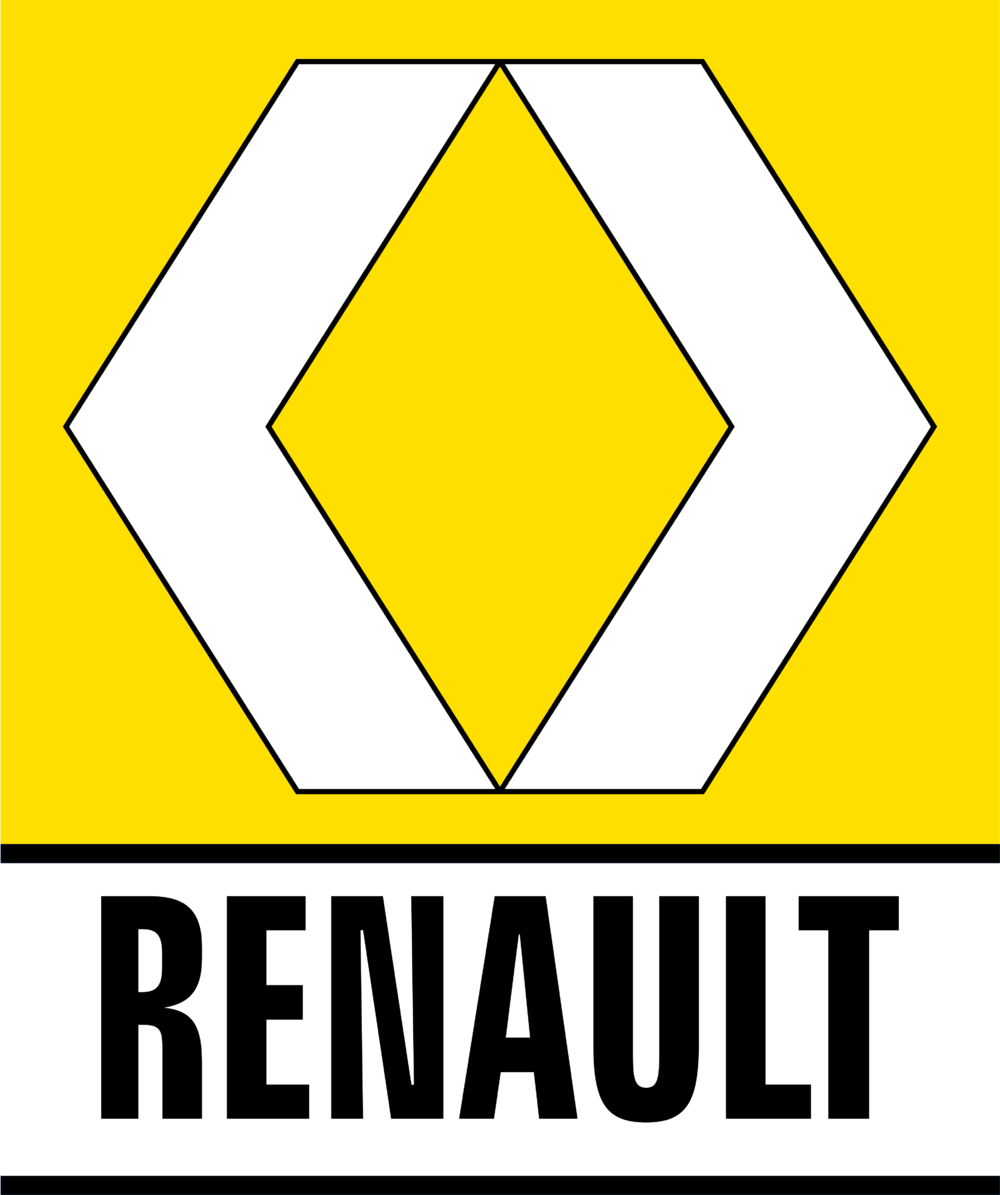
Logo Renault 1967
Logo Renault 1972
Logo Renault 1990
Logo Renault 2004
Logo Renault 2007
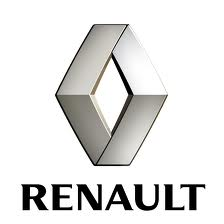
Logo Renault 2013
Logo Renault 2021

En 1924, sur la 40CV, un premier logo en forme de losange (ou de diamant) apparaît comme emblème de capot. Il remplace un cercle apparu en 1923 et est lui aussi évidé pour laisser sortir le son du klaxon qui se trouve derrière.
Le sigle se modernise en 1959. Puis en 1972, le travail de l'artiste Yvaral est retenu. Il respecte la continuité demandée de forme en losange et à rayures mais apparaît comme une œuvre d'art à part entière. Ce travail est souvent attribué à tort à son père Vasarely.
En 1992, la société Style Marque fait apparaitre une première évolution du logo en «trois dimensions» signé JPG Design. Ses couleurs sont le noir, le jaune (Pantone 116), le gris foncé (en ton direct : Pantone 432), le gris (Pantone 430) et le gris clair (Pantone 427). La société utilise alors sa police de caractère originale, Renault, dessinée par Wolff Olins.
En 2004, le logo change pour la neuvième fois depuis 1898. Éric de Berranger conçoit la nouvelle typographie RENAULT et redessine l'emblème 3D, utilisé depuis 1999 dans la communication publicitaire de Renault, au format 100 % vectoriel. Ses couleurs sont le jaune (Pantone 7408), le gris foncé (Pantone 432) et le gris clair (Pantone 430). La charte graphique est également revue avec notamment l'intégration du lettrage dans le cadre jaune du logo.

## Dirigeants

### Présidents
- Louis Renault : 1898-1944
- Pierre Lefaucheux : 1945-1955, mort d'un accident de voiture, à bord de sa Renault Frégate
- Pierre Dreyfus : 1955-1975
- Bernard Vernier-Palliez : 1975-1981
- Bernard Hanon : 1981-1985
- Georges Besse : 1985-1986, mort sous les balles d'Action directe le 17 novembre 1986
- Raymond Lévy : 1986-1992
- Louis Schweitzer : 1992–2005
- Carlos Ghosn : 2006-2019
- Jean-Dominique Senard : de Janvier 2019 à la suite de l'arrestation de Carlos Ghosn au Japon à juillet 2020
- Luca de Meo : juillet 2020-[49]

### Directeurs généraux
- Alexis Duchon: v.1928-1933 (mort le 18 juillet 1933 dans un accident d'automobile)
- François Lehideux : 1934-1939
- René de Peyrecave de Lamarque, v.1940
- Lucas De-Meo : juin 2020 (Directeur Général Renault Group, sous la responsabilité de Jean Dominique Sénard, PDG de l'Alliance Renault-Nissan-Mitsubishi)

### Conseil d'administration
Au 10 mai 2015 :
- Carlos Ghosn, président (depuis 2005)
- Alain Belda
- Cherie Blair
- Thierry Desmarest
- Pascal Faure
- Jean-Pierre Garnier
- Richard Gentil
- Yukiko Koike
- Marc Ladreit de Lacharrière
- Dominique de La Garanderie
- Philippe Lagayette
- Benoit Ostertag
- Eric Personne
- Franck Riboud
- Mariette Rih
- Hiroto Saikawa
- Pascale Sourisse
- Patrick Thomas
- Régis Turrini

### Comité Exécutif Groupe
Au 7 octobre 2015 :
- Carlos Ghosn, Président
- Thierry Bolloré, Directeur délégué à la Compétitivité
- Stefan Mueller, DGA Performance et Commerce
- Thierry Koskas, Directeur Commercial groupe
- Bruno Ancelin, DGA Produit et Programmes Groupe
- Marie-Françoise Damesin, DGA Ressources Humaines
- Jose-Vicente de Los Mozos, DGA Fabrication et Logistique
- Gaspar Gascon Abellan, DGA Ingénierie
- Jean-Christophe Kugler, Directeur Opérations région Europe
- Mouna Sepehri, Directeur délégué à la Présidence
- Clotile Delbos, Directeur financier Groupe, Présidente de RCI Banque
- Christian Vandenhende, DGA Qualité et Satisfaction Client

Au 26 mars 2024
- Luca de Meo, CEO Renault Group, CEO Ampère
- Fabrice Cambolive, CEO de la marque Renault
- Stéphanie Cou, Chief Communications Officer, Renault Group
- Thierry Charvet, Chief Industry / Quality Officer, Renault Group
- Gianluca de Ficchy, CEO Mobilize, Président du Conseil d’administration de RCI Banque SA
- Guido Haak, Chief Program Officer, Renault Group
- Philippe Krief, CEO Alpine, Directeur de l’ingénierie et de la performance produit Alpine
- Gilles Le Borgne, Chief Technology Officer, Renault Group
- Denis Le Vot, CEO Dacia et Chief Supply Chain Officer Renault Group
- Quitterie de Pelleport, Chief Legal Officer, Renault Group
- Thierry Piéton, Chief Finance Officer, Renault Group
- François Provost, Chief Procurement, Partnerships & Public Affairs Officer, Renault Group
- Josep Maria Recasens, Chief Strategy Officer, Renault Group
- François Roger, Chief People, Workplace, Organization Officer, Renault Group
- Véronique Sarlat-Depotte, Chief Alliance Transformation Officer
- Céleste Thomasson, Chief Audit & Risks Officer, Renault Group
- Laurens van den Acker, Chief Design Officer, Renault Group
- Frédéric Vincent, Chief Strategy Officer, Renault Group

## Véhicules

### Modèles de 1899 à 1914
- Renault Type A (1899-1903)
- Renault Type B (1900)
- Renault Type C (1900)
- Renault Type D (1901)
- Renault Type E (1901)
- Renault Type G (1902)
- Renault Type H (1902)
- Renault Type J (1902)
- Renault Type L (1903)
- Renault Type M (1903)
- Renault Type N(a) (1903)
- Renault Type N(b) (1903)
- Renault Type S (1903)
- Renault Type N(c) (1903-1904)
- Renault Type Q (1903-1904)
- Renault Type U(a) (1903-1904)
- Renault Type U(e) (1903-1904)
- Renault Type R (1903-1904)
- Renault Type T (1903-1904)
- Renault Type U(b) (1904)
- Renault Type U(c) (1904)
- Renault Type U(d) (1904)
- Renault Type V (1905-1913)
- Renault Type AS (1905-1913)
- Renault Type X (1905-1908)
- Renault Type X-1 (1905-1908)
- Renault Type Y (1905-1906)
- Renault Type AG (1905-1910)
- Renault Type AG-1 (1905-1910)
- Renault Type AH (10CV) (1905-1909)
- Renault Type AM (10CV) (1905-1909)
- Renault Type AI (35CV) (1906-1914)
- Renault Type CF (35CV) (1906-1914)
- Renault Type DQ (35CV) (1906-1914)
- Renault Type ET (35CV) (1906-1914)
- Renault AX (1908-1914)
- Renault 12CV (1908-?)
- Renault 40CV (1908-1928)

### Modèles de 1919 à 1939
- Renault NN (1924-1930)
- Renault KZ (1924-1932)
- Renault Monasix (1927-1931)
- Renault Monastella (1929-1931)
- Renault Reinastella (1929-1933)
- Renault Monaquatre (1931-1936)
- Renault Nervahuit (1935-1938)
- Renault Nerva Grand Sport (1935-1938)
- Renault Nervastella (1930-1937)
- Renault Primaquatre (1931-1940)
- Renault Vivaquatre (1933-1935)
- Renault Vivasix (1933-1935)
- Renault Viva Grand Sport (1934-1939)
- Renault Vivastella (1929-1939)
- Renault Celtaquatre (1934-1939)
- Renault Juvaquatre (1937-1960)
- Renault Novaquatre (1938-1940)
- Renault Suprastella (1939)

### Modèles de 1945 aux années 1960
- Renault Break Juvaquatre (1951-1955),
- Renault 4CV (1947-1961)
- Renault Colorale (1950-1957)
- Renault Frégate (1951-1960)
- Renault Dauphinoise (1956-1960)
- Renault Dauphine (1956-1968)
- Renault Domaine (1956-1960)
- Renault Manoir (1959-1960)
- Renault Floride (1959-1962)
- Renault Caravelle (1959-1968)
- Renault Ondine (1961-1962)
- Renault 3 (1961-1962)
- Renault 4 (1961-1993)
- Renault 8 et 10 (1965-1971) Major
- Renault 16 (1965-1980)
- Renault 4 Plein Air (1968-1971)
- Renault 6 (1968-1980)
- Renault 12 (1969-1980)

### Modèles des années 1970 et 1980
- Renault 15 et 17 (1972-1979) coach et coupé 3 portes
- Renault Rodéo 4 (1971-1980)
- Renault 5 (1972-1984) citadine 3 et 5 portes
- Renault Rodéo 6 (1973-1986)
- Renault 7 : Siete (1974-1982) (version tricorps de la 5, uniquement vendue en Espagne)
- Renault 14 (1974-1983) compacte 5 portes
- Renault 30 (1975-1984) routière 5 portes
- Renault 20 (1976-1984) moyenne 5 portes
- Renault 18 (1978-1986) moyenne 4 portes et break
- Renault Fuego (1980-1984) coupé 3 portes
- Renault 9 et 11 (1982-1989) compactes 3, 4 et 5 portes
- Renault SuperCinq (1984-1995) citadine 3 et 5 portes
- Renault Espace (1984-1991) monospace 5 portes
- Renault 25 (1983-1992) routière 5 portes
- Renault 21 (1986-1996) moyenne : berline 4 et 5 portes, break 5 portes
- Renault 19 (1988-1996) compacte : berline 3 et 5 portes, cabriolet
- Renault Express (1985-1998), utilitaire
- Renault Trafic, utilitaire
- Renault Master, utilitaire

### Modèles des années 1990 et 2000
- Renault Clio I (1990-1998), citadine
- Renault Clio II (1998-2016) citadine
- Renault Clio III (2005-2014) citadine
- Renault Espace II (1991-1996), grand monospace
- Renault Twingo I (1993-2007), petite citadine
- Renault Twingo II (2007-2014), petite citadine
- Renault Safrane (1992-2001), grande routière
- Renault Laguna (1994-2001), routière
- Renault Laguna II (2000-2007), routière
- Renault Laguna III (2007-2015), routière
- Renault Koleos (2008-2016), SUV
- Renault Mégane (1995-2002), compacte
- Renault Mégane coupé (2000-2004), coupé compact
- Renault Mégane cabriolet, cabriolet compact
- Renault Mégane II (2002-2012), compacte
- Renault Mégane III (2008-2016), compacte
- Renault Modus (2004-2012), minispace
- Renault Espace III (1996-2002) grand Monospace
- Renault Grand Espace III grand monospace
- Renault Espace IV (2002-2014) grand Monospace
- Renault Mégane Scénic (1996-2003) monospace compact
- Renault Mégane Scénic RX4 monospace 4x4
- Renault Scénic II (2003-2009) monospace
- Renault Spider (1996-2000) roadster
- Renault Kangoo I (1997-2018) monospace
- Renault Kangoo II (2012-2021) monospace
- Renault Avantime (2001-2003), Coupéspace
- Renault Vel Satis (2001-2009), routière

### Modèles des années 2010 et 2020
- Renault Clio IV (2012-2023), citadine
- Renault Clio V (2019-), citadine
- Renault Captur I (2013-2019), SUV compact
- Renault Captur II (2019-), SUV compact
- Renault Espace V (2015-2023), grand monospace
- Renault Twingo III (2014-2024), petite citadine
- Renault Latitude, (2010-2015), routière
- Renault Koleos II, (2017-2023), SUV
- Renault Talisman (2015-2022), routière
- Renault Mégane IV (2016-2024), compacte
- Renault Megane E-Tech Electric (2022-), SUV 100% électrique
- Renault 5 E-Tech Electric (2024-), citadine 100% électrique
- Renault Scénic E-Tech Electric (2023-), SUV 100% électrique
- Renault Espace VI (2023-) grand monospace
- Renault Kadjar (2015-2022) SUV compact
- Renault Austral (2022-) SUV compact
- Renault Arkana (2020-) SUV compact
- Renault Scénic IV (2016-2023) grand SUV
- Renault Kangoo III (2021-) monospace
- Renault Zoe (2012-2024) citadine 100% électrique
- Renault Rafale (2024-) SUV compact
- Renault Symbioz (2024-) SUV compact

### Gamme utilitaires
- Renault B90 et B110 Version 4x4

### Voitures remarquables
- La 4CV née en 1946. Produite à plus d'un million d'exemplaires.
- La Dauphine fut lancée en 1956. Après un bon début, sa commercialisation aux États-Unis fut une déroute.
- La R4 sortit en 1961 et resta en production pendant plus de 30 ans. Aucune autre Renault ne fut autant produite.
- La R6 (R4 endimanchée) en 1968.
- La R8 sortit en 1962.
- La R16 en 1966 fut une montée en gamme suivie des R20 et R30.
- La R12 et R5 bénéficièrent de la crise pétrolière de 1973.
- On se souvient aussi de la R14 qui a « bénéficié » d'une campagne de publicité particulièrement malheureuse. En effet, l'agence et la marque avaient décidé d'évoquer la forme de la voiture en lui accolant le surnom de « la poire ». Le public a principalement retenu que l'acquéreur de la R14 était une poire ou un imbécile. La carrière de la R14 en a sans doute été fâcheusement affectée. Elle préfigurait les « voitures à vivre » par son habitacle spacieux.
- Les Renault 9 et Renault 11 sont des modèles charnières pour Renault car elles inaugurent une nouvelle base technique qui sera utilisée sur de nombreux modèles. En effet, leur châssis est réutilisé sur les Renault 19, Mégane 1 et Scénic 1 et dérivé pour les Super 5, Express, Clio 1, Clio 2, Kangoo 1 et Twingo 2. Les Renault 9 et Renault 11 sont les premières voitures à utiliser un moteur Renault en position transversale, ce qui donnera naissance aux boîtes de vitesses JB qui équiperont encore la Twingo 2. Les « moteurs F » apparus sur les Renault 9 et Renault 11 équiperont encore la Mégane 3 notamment avec le F4RT sur la Mégane 3 RS.
- L'Espace est le premier monospace commercialisé en 1984. C'est un projet entièrement conçu et industrialisé par Matra.
- Lancée en 1993, la Twingo bénéficia d'un design audacieux qui l'a rendue très populaire et a constitué pendant plus de 10 ans un modèle phare.
- La Clio II a marqué un tournant dans la polyvalence des citadines : ville, départementale et autoroute ne lui font pas peur, le tout dans un confort remarquable et une tenue de route à toute épreuve.